# الطواف العالمي لكرة المضرب النسائية برعاية الاتحاد الدولي لكرة المضرب – 2022 (أكتوبر–ديسمبر)
جولة الاتحاد الدولي لكرة المضرب العالمية للنساء هي نسخة عام 2022 من الجولة الثانية في لعبة كرة المضرب للمحترفات. تنظمها الاتحاد الدولي لكرة المضرب وهي درجة أقل من جولة رابطة محترفات التنس. يتضمن الطواف العالمي لكرة المضرب النسائية برعاية الاتحاد الدولي لكرة المضرب بطولات بجوائز مالية تتراوح من $15،000 إلى $100،000.
منذ 1 مارس، بعد الغزو الروسي لأوكرانيا أعلن الاتحاد الدولي للتنس أن اللاعبين من بيلاروس وروسيا لا يزال بإمكانهم اللعب في الجولات لكن لن يُسمح لهم باللعب تحت علم بيلاروس أو روسيا.

## المواسم
| مواسم الطواف العالمي لكرة المضرب النسائية برعاية الاتحاد الدولي لكرة المضرب | مواسم الطواف العالمي لكرة المضرب النسائية برعاية الاتحاد الدولي لكرة المضرب | مواسم الطواف العالمي لكرة المضرب النسائية برعاية الاتحاد الدولي لكرة المضرب | مواسم الطواف العالمي لكرة المضرب النسائية برعاية الاتحاد الدولي لكرة المضرب | مواسم الطواف العالمي لكرة المضرب النسائية برعاية الاتحاد الدولي لكرة المضرب | مواسم الطواف العالمي لكرة المضرب النسائية برعاية الاتحاد الدولي لكرة المضرب | مواسم الطواف العالمي لكرة المضرب النسائية برعاية الاتحاد الدولي لكرة المضرب | مواسم الطواف العالمي لكرة المضرب النسائية برعاية الاتحاد الدولي لكرة المضرب | مواسم الطواف العالمي لكرة المضرب النسائية برعاية الاتحاد الدولي لكرة المضرب | مواسم الطواف العالمي لكرة المضرب النسائية برعاية الاتحاد الدولي لكرة المضرب |
| تسعينيات القرن العشرين                                                      | تسعينيات القرن العشرين                                                      | تسعينيات القرن العشرين                                                      | تسعينيات القرن العشرين                                                      | تسعينيات القرن العشرين                                                      | تسعينيات القرن العشرين                                                      | تسعينيات القرن العشرين                                                      | تسعينيات القرن العشرين                                                      | تسعينيات القرن العشرين                                                      | تسعينيات القرن العشرين                                                      |
| --------------------------------------------------------------------------- | --------------------------------------------------------------------------- | --------------------------------------------------------------------------- | --------------------------------------------------------------------------- | --------------------------------------------------------------------------- | --------------------------------------------------------------------------- | --------------------------------------------------------------------------- | --------------------------------------------------------------------------- | --------------------------------------------------------------------------- | --------------------------------------------------------------------------- |
| 1994                                                                        | 1995                                                                        | 1995                                                                        | 1996                                                                        | 1997                                                                        | 1998                                                                        | 1999                                                                        |                                                                             |                                                                             |                                                                             |
| العقد الأول من القرن 21                                                     |                                                                             |                                                                             |                                                                             |                                                                             |                                                                             |                                                                             |                                                                             |                                                                             |                                                                             |
| 2000                                                                        | 2001                                                                        | 2002                                                                        | 2003                                                                        | 2004                                                                        | 2005                                                                        | 2006                                                                        | 2007                                                                        | 2008 الربع الأول · الربع الثاني · الربع الثالث                              | 2009                                                                        |
| العقد الثاني من القرن 21                                                    |                                                                             |                                                                             |                                                                             |                                                                             |                                                                             |                                                                             |                                                                             |                                                                             |                                                                             |
| 2010 الربع الأول · الربع الثاني · الربع الثالث · الربع الرابع               | 2011 الربع الأول · الربع الثاني · الربع الثالث · الربع الرابع               | 2012 الربع الأول · الربع الثاني · الربع الثالث · الربع الرابع               | 2013 الربع الأول · الربع الثاني · الربع الثالث · الربع الرابع               | 2014 الربع الأول · الربع الثاني · الربع الثالث · الربع الرابع               | 2015 الربع الأول · الربع الثاني · الربع الثالث · الربع الرابع               | 2016 الربع الأول · الربع الثاني · الربع الثالث · الربع الرابع               | 2017 الربع الأول · الربع الثاني · الربع الثالث · الربع الرابع               | 2018 الربع الأول · الربع الثاني · الربع الثالث · الربع الرابع               | 2019 الربع الأول · الربع الثاني · الربع الثالث · الربع الرابع               |
| العقد الثالث من القرن 21                                                    |                                                                             |                                                                             |                                                                             |                                                                             |                                                                             |                                                                             |                                                                             |                                                                             |                                                                             |
| 2020 الربع الأول · الربع الثاني · الربع الثالث · الربع الرابع               | 2021 الربع الأول · الربع الثاني · الربع الثالث · الربع الرابع               | 2022 الربع الأول · الربع الثاني · الربع الثالث · الربع الرابع               | 2023 الربع الأول · الربع الثاني · الربع الثالث · الربع الرابع               | 2024 الربع الأول · الربع الثاني · الربع الثالث · الربع الرابع               | 2025 الربع الأول · الربع الثاني · الربع الثالث · الربع الرابع               |                                                                             |                                                                             |                                                                             |                                                                             |

## المفتاح
| الفئات      |
| بطولات W100 |
| بطولات W80  |
| بطولات W60  |
| بطولات W25  |
| بطولات W15  |

## الأشهر

### أكتوبر
| الأسبوع   | البطولة                                                                                              | الفائزات                                                    | الوصيفات                                            | المتأهلات لنصف النهائي                    | المتأهلات لربع النهائي                                                        |
| --------- | --- | ----------------------------------------------------------- | --------------------------------------------------- | ----------------------------------------- | ----------------------------------------------------------------------------- |
| 3 أكتوبر  | رانشو سانتا في المفتوحة رانشو سانتا في، الولايات المتحدة ملعب صلب W80 فردي – زوجي                    | مارسيلا زكرياس 6–1، 6–2                                     | كاترينا سكوت                                        | إلفينا كالييفا ستورم ساندرز               | أليكس إالا · ديانا شنايدر · ناو هيبينو · أشلين كروجر                          |
| 3 أكتوبر  | رانشو سانتا في المفتوحة رانشو سانتا في، الولايات المتحدة ملعب صلب W80 فردي – زوجي                    | إلفينا كالييفا كاتارزينا كاوا 6–1، 3–6، [10–2]              | جوليانا أولموس مارسيلا زكرياس                       | إلفينا كالييفا ستورم ساندرز               | أليكس إالا · ديانا شنايدر · ناو هيبينو · أشلين كروجر                          |
| 3 أكتوبر  | إمباير للنساء داخل الصالات ترنافا، سلوفاكيا ملعب صلب (داخلي) W60 فردي – زوجي                         | كاتي سوان 6–1، 3–6، 6–4                                     | وانغ شينيو                                          | إيفا ليس · فيتاليا دياتشينكو              | ريناتا جامريشوفا · فيرا لابكو · مايا لامسدين · سوناي كارتال                   |
| 3 أكتوبر  | إمباير للنساء داخل الصالات ترنافا، سلوفاكيا ملعب صلب (داخلي) W60 فردي – زوجي                         | مريم بولكفادزه مايا لامسدين 6–2، 6–3                        | ديانا مارسنكفيتشا كوني بيرين                        | إيفا ليس · فيتاليا دياتشينكو              | ريناتا جامريشوفا · فيرا لابكو · مايا لامسدين · سوناي كارتال                   |
| 3 أكتوبر  | كيرنز (ولاية كوينزلاند)، أستراليا ملعب صلب W25 قرعة المباريات الفردية والزوجية                       | بريسسيلا هون 4–6، 7–6(8–6)، 6–4                             | كيمبرلي بيريل                                       | جيسيكا فيلا ماي هونتاما                   | تاليا جيبسون ليزيت كابريرا ألكسندرا بوزوفيتش كيلا ماكفي                       |
| 3 أكتوبر  | كيرنز (ولاية كوينزلاند)، أستراليا ملعب صلب W25 قرعة المباريات الفردية والزوجية                       | نايكثا بينز ألكسندرا بوزوفيتش 6–4، 6–4                      | ديستاني أيافا ليزا ميس                              | جيسيكا فيلا ماي هونتاما                   | تاليا جيبسون ليزيت كابريرا ألكسندرا بوزوفيتش كيلا ماكفي                       |
| 3 أكتوبر  | سوزوبول، بلغاريا ملعب صلب W25 قرعة المباريات الفردية والزوجية                                        | دينيسلافا جلوشكوفا 6–3، 6–3                                 | ماريا بوندارينكو                                    | ريبيكا ستولمار جيرجانا توبالوفا           | إيلاي يوروك · كريستينا دميتروك · إلينا ماليجينا · لوسي نجوين تان              |
| 3 أكتوبر  | سوزوبول، بلغاريا ملعب صلب W25 قرعة المباريات الفردية والزوجية                                        | إيرينا خروماتشيفا · إلينا ماليجينا · 7–6(7–3)، 6–2          | إيلونا جورجيانا غيوراي ريبيكا ستولمار               | ريبيكا ستولمار جيرجانا توبالوفا           | إيلاي يوروك · كريستينا دميتروك · إلينا ماليجينا · لوسي نجوين تان              |
| 3 أكتوبر  | شيبينيك، كرواتيا ملعب ترابي W25 قرعة المباريات الفردية والزوجية                                      | جيسيكا بوزاس مانيرو 6–3، 6–3                                | لايري روميرو غورماز                                 | تارا ورث ليوليا جانجين                    | ريكا لوكا جاني · إيرينا شيمانوفيتش · تينا لوكاس · ديا هردجلاش                 |
| 3 أكتوبر  | شيبينيك، كرواتيا ملعب ترابي W25 قرعة المباريات الفردية والزوجية                                      | فيرونيكا فالكوسكا جايمي فورليس 6–4، 6–2                     | إيليني كريستوفي كريستينا روسكا                      | تارا ورث ليوليا جانجين                    | ريكا لوكا جاني · إيرينا شيمانوفيتش · تينا لوكاس · ديا هردجلاش                 |
| 3 أكتوبر  | Santa Margherita di Pula، إيطاليا ملعب ترابي W25 قرعة المباريات الفردية والزوجية                     | كاييسا هينمان 6–1، 7–5                                      | يلينا إن ألبون                                      | روزا فيسينس ماس كاتارينا هوبرجارسكي       | كاميلا روساتيلو فيديريكا أورجيسي ناستازيا شونك أوانا جورجيتا سيميون           |
| 3 أكتوبر  | Santa Margherita di Pula، إيطاليا ملعب ترابي W25 قرعة المباريات الفردية والزوجية                     | جيسي آني سافو ساكيلاريدي 7–6(7–1)، 6–4                      | كاميلا روساتيلو أورورا زانتيديشي                    | روزا فيسينس ماس كاتارينا هوبرجارسكي       | كاميلا روساتيلو فيديريكا أورجيسي ناستازيا شونك أوانا جورجيتا سيميون           |
| 3 أكتوبر  | ماكينوهارا (شيزوكا)، اليابان سجادة W25 قرعة المباريات الفردية والزوجية                               | إيكومي يامازاكي 7–5، 6–4                                    | هايو كينوشيتا                                       | سارا سايتو أوي إيتو                       | ناتسومي كاواجوتشي ساكي إيما مورا سافانا لي-نجوين لي يا هسوان                  |
| 3 أكتوبر  | ماكينوهارا (شيزوكا)، اليابان سجادة W25 قرعة المباريات الفردية والزوجية                               | مايوكا آيكاوا موموكو كوبوري 6–4، 5–7، [10–7]                | مانا أيكاوا ريكو ساوياناجي                          | سارا سايتو أوي إيتو                       | ناتسومي كاواجوتشي ساكي إيما مورا سافانا لي-نجوين لي يا هسوان                  |
| 3 أكتوبر  | هوا هين، تايلاند ملعب صلب W25 قرعة المباريات الفردية والزوجية                                        | باي زووكسيان 7–5، 6–4                                       | يو إكسياودي                                         | صوفيا كوستولاس مانانشايا ساوانجكايوان     | ما يكسين · لوكسيكا كومخوم · إيكاترينا راينجولد · باتشارين شيابشاديج           |
| 3 أكتوبر  | هوا هين، تايلاند ملعب صلب W25 قرعة المباريات الفردية والزوجية                                        | بينجتارن بليبويتش إريكا سما 2–6، 7–6(7–0)، [13–11]          | جوزال اينيتدينوفا · إيكاترينا ماكلفاكوفا            | صوفيا كوستولاس مانانشايا ساوانجكايوان     | ما يكسين · لوكسيكا كومخوم · إيكاترينا راينجولد · باتشارين شيابشاديج           |
| 3 أكتوبر  | ردينغ، الولايات المتحدة ملعب صلب W25 قرعة المباريات الفردية والزوجية                                 | كايلا داي 6–3، 6–4                                          | جيمي لويب                                           | هانا تشانج ليف هوفدي                      | روبين أندرسون أليكسا جلاتش مكرتين كيسلر كارمن تاندي                           |
| 3 أكتوبر  | ردينغ، الولايات المتحدة ملعب صلب W25 قرعة المباريات الفردية والزوجية                                 | راشيدا مكادو جانا بوزنيخيرينكو 7–6(7–3)، 7–5                | أليكسا جلاتش ألدلا سوتجاجدي                         | هانا تشانج ليف هوفدي                      | روبين أندرسون أليكسا جلاتش مكرتين كيسلر كارمن تاندي                           |
| 3 أكتوبر  | الدورادو، الأرجنتين ملعب ترابي W15 قرعة المباريات الفردية والزوجية                                   | لوسيانا مويانو 1–6، 6–4، 6–4                                | إيما ليني                                           | لويزينا جيوفانيني تيتزيانا روسيني         | ماريا كارولينا فيريرا تورشيتو آني فانجيلوفا لوانا بلازا أراوجو فرناندا أستيتي |
| 3 أكتوبر  | الدورادو، الأرجنتين ملعب ترابي W15 قرعة المباريات الفردية والزوجية                                   | بيرتا بوناردي تيتزيانا روسيني 7–6(7–3)، 4–6، [10–7]         | ماريان غوميز بزمانا كانو لوسيانا مويانو             | لويزينا جيوفانيني تيتزيانا روسيني         | ماريا كارولينا فيريرا تورشيتو آني فانجيلوفا لوانا بلازا أراوجو فرناندا أستيتي |
| 3 أكتوبر  | شرم الشيخ، مصر ملعب صلب W15 قرعة المباريات الفردية والزوجية                                          | بولينا ياتسينكو · 6–1، 6–1                                  | فيفيان يانج                                         | تمارا كوستيك كارولا بيجينارو              | أمرا ساديكوفيتش رانا أكوا ستويبر جيوليانا بيستيتي أميلي فان إيمب              |
| 3 أكتوبر  | شرم الشيخ، مصر ملعب صلب W15 قرعة المباريات الفردية والزوجية                                          | باتريسيا باوكشتيتي فيفيان يانج 7–5، 6–4                     | رومانا تشيسوفسكا بربورا ماتوشوفا                    | تمارا كوستيك كارولا بيجينارو              | أمرا ساديكوفيتش رانا أكوا ستويبر جيوليانا بيستيتي أميلي فان إيمب              |
| 3 أكتوبر  | رانس، فرنسا ملعب صلب (indoor) W15 قرعة المباريات الفردية والزوجية                                    | سيلين ناف 6–2، 6–7(3–7)، 6–3                                | مانون ليونارد                                       | فيونا جانتز أنجلينا ويرجز                 | جيد بورنيه إيميلين دارترون كاجسا رينالدو بيرسون لويس بوايسون                  |
| 3 أكتوبر  | رانس، فرنسا ملعب صلب (indoor) W15 قرعة المباريات الفردية والزوجية                                    | إيرينا بالوس سيلين ناف 6–2، 6–0                             | مولاوري نوال مارغو ييروليموس                        | فيونا جانتز أنجلينا ويرجز                 | جيد بورنيه إيميلين دارترون كاجسا رينالدو بيرسون لويس بوايسون                  |
| 3 أكتوبر  | بازا، إسبانيا ملعب صلب W15 قرعة المباريات الفردية والزوجية                                           | لوسيا بايري 6–3، 6–3                                        | ناديا كولب                                          | لولا مارانديل الينا جرانوير               | أولجا باريس أزكويتا آنا فيليبا سانتوس ليديا مورينو أرياس جولييتا سانر         |
| 3 أكتوبر  | بازا، إسبانيا ملعب صلب W15 قرعة المباريات الفردية والزوجية                                           | لوسيا ليناريس دومينغو أولجا باريس أزكويتا 7–5، 2–6، [13–11] | مارينا كولب ناديا كولب                              | لولا مارانديل الينا جرانوير               | أولجا باريس أزكويتا آنا فيليبا سانتوس ليديا مورينو أرياس جولييتا سانر         |
| 3 أكتوبر  | المنستير، تونس ملعب صلب W15 قرعة المباريات الفردية والزوجية                                          | وي سيجيا 6–2، 6–0                                           | كيوكا كوبو                                          | لي ياهسين جينيفر لوكهام                   | كاترينا لازارينكو كريستينا ميلينكوفيتش ماري فيليه نعيمة كراموكو               |
| 3 أكتوبر  | المنستير، تونس ملعب صلب W15 قرعة المباريات الفردية والزوجية                                          | لي ياهسين تسو تشيا-يي 1–6، 6–1، [10–3]                      | بريسكا مادلين نوغروهو وي سيجيا                      | لي ياهسين جينيفر لوكهام                   | كاترينا لازارينكو كريستينا ميلينكوفيتش ماري فيليه نعيمة كراموكو               |
| 10 أكتوبر | Empire Women's Indoor ترنافا، سلوفاكيا ملعب صلب (indoor) W60 فردي – زوجي                             | إيفا ليس 6–2، 4–6، 6–2                                      | آنا كارولينا شميدلوفا                               | كاتي ماكنالي لوسي هافليكوفا               | ليندا نوسكوفا · أنستاسيا تيخونوفا · فيتاليا دياتشينكو · ريبيكا سرامكوفا       |
| 10 أكتوبر | Empire Women's Indoor ترنافا، سلوفاكيا ملعب صلب (indoor) W60 فردي – زوجي                             | صوفيا لانسيري · ريبيكا سرامكوفا · 4–6، 6–2، [11–9]          | لي بي-تشي وو فانغ-هسين                              | كاتي ماكنالي لوسي هافليكوفا               | ليندا نوسكوفا · أنستاسيا تيخونوفا · فيتاليا دياتشينكو · ريبيكا سرامكوفا       |
| 10 أكتوبر | Open Feu Aziz Zouhir المنستير، تونس ملعب صلب W60 فردي – زوجي                                         | كريستينا ملادينوفيتش 6–1، 3–6، 7–5                          | تمارا زيدانسيك                                      | ديسبينا باباميتشايل ساره إيراني           | أوانا جافريلا فيرونيكا فالكوفكسا بريسيكا ماديلين نوغروهو وي سيجيا             |
| 10 أكتوبر | Open Feu Aziz Zouhir المنستير، تونس ملعب صلب W60 فردي – زوجي                                         | بريسيكا ماديلين نوغروهو وي سيجيا 6–3، 6–2                   | إيزابيل هافيرلاج سوزان لامنس                        | ديسبينا باباميتشايل ساره إيراني           | أوانا جافريلا فيرونيكا فالكوفكسا بريسيكا ماديلين نوغروهو وي سيجيا             |
| 10 أكتوبر | Henderson Tennis Open لاس فيغاس، الولايات المتحدة ملعب صلب W60 فردي – زوجي                           | يوان يوي 4–6، 6–3، 6–1                                      | ديانا شنايدر                                        | مارسيلا زكرياس ريبيكا بيترسون             | يوديس تشونغ كايتي فولينيتس أسترا شارما يانينا ويكماير                         |
| 10 أكتوبر | Henderson Tennis Open لاس فيغاس، الولايات المتحدة ملعب صلب W60 فردي – زوجي                           | كارمن كورلي إيفانا كورلي 6–2، 6–0                           | كاترينا كوزاروف · فيرونيكا ميروشنيتشينكو            | مارسيلا زكرياس ريبيكا بيترسون             | يوديس تشونغ كايتي فولينيتس أسترا شارما يانينا ويكماير                         |
| 10 أكتوبر | توكومان، الأرجنتين ملعب ترابي W25 قرعة المباريات الفردية والزوجية                                    | باولا أورمايتشيا 6–2، 6–3                                   | فاليريا ستراخوفا                                    | مارتينا كابورو تابوردا سولانا سييرا       | ليكسي ستيفنز غابرييلا سي لوسيانا مويانو جوليا رييرا                           |
| 10 أكتوبر | توكومان، الأرجنتين ملعب ترابي W25 قرعة المباريات الفردية والزوجية                                    | ليكسي ستيفنز فاليريا ستراخوفا 6–3، 6–2                      | ماريان غوميز بيثويلا كانو لوسيانا مويانو            | مارتينا كابورو تابوردا سولانا سييرا       | ليكسي ستيفنز غابرييلا سي لوسيانا مويانو جوليا رييرا                           |
| 10 أكتوبر | كيرنز، أستراليا ملعب صلب W25 قرعة المباريات الفردية والزوجية                                         | ليزيت كابريرا 5–7، 6–3، 6–2                                 | نايكثا بينز                                         | بريسيلا هون أوليفيا غاديكي                | كيمبرلي بيريل بيترا هول ماي هونتاما ديستاني أيافا                             |
| 10 أكتوبر | كيرنز، أستراليا ملعب صلب W25 قرعة المباريات الفردية والزوجية                                         | تاليا جيبسون بيترا هول 6–1، 6–4                             | ألانا بارنابي تايلاه بريستون                        | بريسيلا هون أوليفيا غاديكي                | كيمبرلي بيريل بيترا هول ماي هونتاما ديستاني أيافا                             |
| 10 أكتوبر | سوزوبول، بلغاريا ملعب صلب W25 قرعة المباريات الفردية والزوجية                                        | زينب سونميز 7–5، 6–4                                        | داريا أستاخوفا                                      | غابرييلا كنوتسون · كريستينا ديميتروك      | إيلونا جورجيانا غيوروآييه إلينا ماليجينا مريم بولغارو داريا شالامانوفا        |
| 10 أكتوبر | سوزوبول، بلغاريا ملعب صلب W25 قرعة المباريات الفردية والزوجية                                        | داريا أستاخوفا · إيرينا خروماتشيفا · Walkover               | جاسمين جيمبرير إلينا ماليجينا                       | غابرييلا كنوتسون · كريستينا ديميتروك      | إيلونا جورجيانا غيوروآييه إلينا ماليجينا مريم بولغارو داريا شالامانوفا        |
| 10 أكتوبر | فريدريكتون، كندا ملعب صلب (indoor) W25 قرعة المباريات الفردية والزوجية                               | ستايسي فونغ 7–5، 6–3                                        | أريان هارتونو                                       | ليانج إن شو آنا سيسكوفا                   | مارينا ستاكوسيك كارمان ثاندي كينيدي شيفر ميكايلا بايرلوفا                     |
| 10 أكتوبر | فريدريكتون، كندا ملعب صلب (indoor) W25 قرعة المباريات الفردية والزوجية                               | أريان هارتونو أوليفيا تجاندراموليا 7–5، 6–1                 | فيكتوريا مورفايوفا آنا سيسكوفا                      | ليانج إن شو آنا سيسكوفا                   | مارينا ستاكوسيك كارمان ثاندي كينيدي شيفر ميكايلا بايرلوفا                     |
| 10 أكتوبر | شيربورج آن كوتنتين، فرنسا ملعب صلب (indoor) W25+H قرعة المباريات الفردية والزوجية                    | سيلين نيف 3–6، 7–5، 6–2                                     | إيرين بوريو إسكوريهويلا                             | باربورا باليكوفا إلسا جاكيموت             | مالوري نويل · يوريكو ميازاكي · مارجو روفروي · إيكاترينا كازيونوفا             |
| 10 أكتوبر | شيربورج آن كوتنتين، فرنسا ملعب صلب (indoor) W25+H قرعة المباريات الفردية والزوجية                    | إيرين بوريو إسكوريهويلا أندريا لازارو غارسيا 6–3، 6–4       | أنكيتا رينا روزالي فان دير هوك                      | باربورا باليكوفا إلسا جاكيموت             | مالوري نويل · يوريكو ميازاكي · مارجو روفروي · إيكاترينا كازيونوفا             |
| 10 أكتوبر | سانتا مارغيريتا دي بولا، إيطاليا ملعب ترابي W25 قرعة المباريات الفردية والزوجية                      | كارلوتا مارتينيز سيريز 7–5، 7–5                             | ميساكي ماتسودا                                      | ماتيلدي باوليتّي · أمينة أنشبا             | تينا لوكاس كاميلا روساتيلو ماتينا كولميجنا جيسي آني                           |
| 10 أكتوبر | سانتا مارغيريتا دي بولا، إيطاليا ملعب ترابي W25 قرعة المباريات الفردية والزوجية                      | أنجليكا موراتيللي كاميلا روساتيلو 6–7(4–7)، 7–5، [10–5]     | جيسي آني سابفو ساكيلاريدي                           | ماتيلدي باوليتّي · أمينة أنشبا             | تينا لوكاس كاميلا روساتيلو ماتينا كولميجنا جيسي آني                           |
| 10 أكتوبر | هاماماتسو، اليابان Carpet W25 قرعة المباريات الفردية والزوجية                                        | هاروكا كاجي 1–1، انسحاب                                     | إيکومي يامازاكي                                     | ناغي هاناتاني رينا سايغو                  | إيري شيميزو لي يا-هسوان أيانو شيميزو ساكورا هوسوجي                            |
| 10 أكتوبر | هاماماتسو، اليابان Carpet W25 قرعة المباريات الفردية والزوجية                                        | هارونا أراكاوا آوي إيتو 6–1، 7–6(8–6)                       | إيرينا هاياشي كاناكو موريساكي                       | ناغي هاناتاني رينا سايغو                  | إيري شيميزو لي يا-هسوان أيانو شيميزو ساكورا هوسوجي                            |
| 10 أكتوبر | كوينتا دو لاغو، البرتغال ملعب صلب W25 قرعة المباريات الفردية والزوجية                                | جيسيكا بوزاس مانيرو 7–5، 5–4 انسحاب                         | تارا ويرث                                           | تشالا بويوكاكاتشاي فرانسيسكا خورخي        | كلوي باكيوت بيمرا أوزجن تيساه أندريانجافيتريمو كاثلين كانيف                   |
| 10 أكتوبر | كوينتا دو لاغو، البرتغال ملعب صلب W25 قرعة المباريات الفردية والزوجية                                | فرانسيسكا خورخي ماتيلدي خورخي 6–4، 6–4                      | كو يون-وو أدريان ناغي                               | تشالا بويوكاكاتشاي فرانسيسكا خورخي        | كلوي باكيوت بيمرا أوزجن تيساه أندريانجافيتريمو كاثلين كانيف                   |
| 10 أكتوبر | هوا هين، تايلاند ملعب صلب W25 قرعة المباريات الفردية والزوجية                                        | باي زووكسوان 3–6، 6–0، 6–3                                  | كودي وونغ                                           | داريا كوداشوفا · لانلانا تارارودي         | مانانشايا ساوانكجيو سهاجا يامالابالي لو جياجينغ لوكسيكا كومخوم                |
| 10 أكتوبر | هوا هين، تايلاند ملعب صلب W25 قرعة المباريات الفردية والزوجية                                        | صوفيا كوستولاس بونين كوفابيتوكتيد 6–1، 6–2                  | ريسا أوشجيما وي هويوون                              | داريا كوداشوفا · لانلانا تارارودي         | مانانشايا ساوانكجيو سهاجا يامالابالي لو جياجينغ لوكسيكا كومخوم                |
| 10 أكتوبر | فلورنس، الولايات المتحدة ملعب صلب W25 قرعة المباريات الفردية والزوجية                                | بيتون ستيرنز 6–7(4–7)، 6–2، 7–5                             | ألكسندرا فيكيتش                                     | ماريا ماتيوس تيفاني فيكيه                 | أوليفيا لينسر غريس مين آنا صوفيا سانشيز فيكتوريا هو                           |
| 10 أكتوبر | فلورنس، الولايات المتحدة ملعب صلب W25 قرعة المباريات الفردية والزوجية                                | ألورا زاماريبا ماريبيلا زاماريبا 6–3، 6–4                   | سامانثا كراوفورد كليرفي نجونو                       | ماريا ماتيوس تيفاني فيكيه                 | أوليفيا لينسر غريس مين آنا صوفيا سانشيز فيكتوريا هو                           |
| 10 أكتوبر | شرم الشيخ، مصر ملعب صلب W15 قرعة المباريات الفردية والزوجية                                          | كارولا بيجينارو 7–6(7–3)، 6–4                               | كسنيا زايتسيفا                                      | دونغ نا أميلي فان إمب                     | شي هان · أنستاسيا غوريفا · إيلا ماكدونالد · آيشغل مارت                        |
| 10 أكتوبر | شرم الشيخ، مصر ملعب صلب W15 قرعة المباريات الفردية والزوجية                                          | تشو إي هسون تشو يي تسن 6–0، 6–0                             | باتريشيا بوكشتيتي ليزا فارول                        | دونغ نا أميلي فان إمب                     | شي هان · أنستاسيا غوريفا · إيلا ماكدونالد · آيشغل مارت                        |
| 10 أكتوبر | كاندية، اليونان ملعب ترابي W15 قرعة المباريات الفردية والزوجية                                       | إيفانا سبيستوفا 6–0، 7–6(8–6)                               | إلينا كوروكوزيدي                                    | أوغستينا تشلباك أولكساندرا أولينيكوفا     | فيديريكا أرسيديكونو فابييني غيتفارت جوليا تيديسكو سيلفيا أمبروسيو             |
| 10 أكتوبر | كاندية، اليونان ملعب ترابي W15 قرعة المباريات الفردية والزوجية                                       | سيلفيا أمبروسيو إيفانا سبيستوفا 7–5، 7–5                    | سيمونا أوجيسكو ديميترا بافلو                        | أوغستينا تشلباك أولكساندرا أولينيكوفا     | فيديريكا أرسيديكونو فابييني غيتفارت جوليا تيديسكو سيلفيا أمبروسيو             |
| 10 أكتوبر | المنستير، تونس ملعب صلب W15 قرعة المباريات الفردية والزوجية                                          | كريستينا باسكاوسكاس 6–2، 4–6، 7–6(10–8)                     | تساو شيا يي                                         | كاترينا لازارينكو جوانا زووادزكا          | إلينا زخاروفا · ميلانا ماسيليينكوفا · ستيفاني فيشر · فلافي بروجنون            |
| 10 أكتوبر | المنستير، تونس ملعب صلب W15 قرعة المباريات الفردية والزوجية                                          | لي يا-هسين تساو شيا-يي 6–4، 6–0                             | فلافي بروجنون ستيفاني فيشر                          | كاترينا لازارينكو جوانا زووادزكا          | إلينا زخاروفا · ميلانا ماسيليينكوفا · ستيفاني فيشر · فلافي بروجنون            |
| 17 أكتوبر | Challenger de Saguenay ساغينيه، كندا ملعب صلب (indoor) W60 Singles – Doubles                         | كارمان ثاندي 3–6، 4–6، 3–6                                  | كاثرين سيبوف                                        | أريان هارتونو فرانشيسكا دي لورينزو        | يوديس تشونغ مارينا ستاكوسيك كاثرين هاريسون سارة بيث غري                       |
| 17 أكتوبر | Challenger de Saguenay ساغينيه، كندا ملعب صلب (indoor) W60 Singles – Doubles                         | أريان هارتونو أوليفيا تجاندراموليا 5–7، 6–7(3–7)، [8–10]    | كاثرين هاريسون يانينا ويكماير                       | أريان هارتونو فرانشيسكا دي لورينزو        | يوديس تشونغ مارينا ستاكوسيك كاثرين هاريسون سارة بيث غري                       |
| 17 أكتوبر | Hamburg Ladies & Gents Cup هامبورغ، ألمانيا ملعب صلب (indoor) W60 Singles – Doubles                  | ريبيكا ماساروفا 4–6، 3–6                                    | يساليني بونافنتور                                   | تيريزا سميتكوفا بيرفو جنجيز               | أنستاسيا تيخونوفا · يانا مورديرغر · جوليا ميدندورف · إيلا سيدل                |
| 17 أكتوبر | Hamburg Ladies & Gents Cup هامبورغ، ألمانيا ملعب صلب (indoor) W60 Singles – Doubles                  | ميريام كولوديجيكوفا جيسيكا ماليكوفا 4–6، 2–6                | فيرونيكا إرجيك مالين هيلغي                          | تيريزا سميتكوفا بيرفو جنجيز               | أنستاسيا تيخونوفا · يانا مورديرغر · جوليا ميدندورف · إيلا سيدل                |
| 17 أكتوبر | GB Pro-Series Glasgow غلاسكو، المملكة المتحدة ملعب صلب (indoor) W60 Singles – Doubles                | يوريكو ميازاكي 5–7، 6–7(5–7)، 2–6                           | هيذر واتسون                                         | جودي بوراج نيجينا أبدوريموفا              | جولي بيلغريفير ليزلي كركهوف أليونا بولسوفا كاتي بولتر                         |
| 17 أكتوبر | GB Pro-Series Glasgow غلاسكو، المملكة المتحدة ملعب صلب (indoor) W60 Singles – Doubles                | فريا كريستي ألي كولينز 4–6، 1–6                             | إيرين بورييو إسكوريهويلا أندريا لازارو غارسيا       | جودي بوراج نيجينا أبدوريموفا              | جولي بيلغريفير ليزلي كركهوف أليونا بولسوفا كاتي بولتر                         |
| 17 أكتوبر | Tennis Classic of Macon ماكون، الولايات المتحدة ملعب صلب W60 Singles – Doubles                       | ماديسون برينجل 3–6، 1–6                                     | بانا أودفاردي                                       | كيتي فولينتس تایسا جرانا بيدريتي          | تايلور تاونسيند إيما نافارو ناديه بودوروسكا كاترينا بوندارينكو                |
| 17 أكتوبر | Tennis Classic of Macon ماكون، الولايات المتحدة ملعب صلب W60 Singles – Doubles                       | آنا روجرز كريستينا روسكا 6–4، 6–4                           | ماديسون برينجل ماريا ماتيس                          | كيتي فولينتس تایسا جرانا بيدريتي          | تايلور تاونسيند إيما نافارو ناديه بودوروسكا كاترينا بوندارينكو                |
| 17 أكتوبر | سوزوبول، بلغاريا ملعب صلب W25 قرعة المباريات الفردية والزوجية                                        | أدثيا كارونارتني 6–3، 6–1                                   | ميا ريستيتش                                         | يانغ يا يي صوفيا شاباتافا                 | إيلونا جورجيانا غيوروي ما يكسين دينيسلافا غلوشكوفا كريستينا دينو              |
| 17 أكتوبر | سوزوبول، بلغاريا ملعب صلب W25 قرعة المباريات الفردية والزوجية                                        | ما يكسين يانغ يا يي 6–3، 6–1                                | كريستينا دينو لو جياجينغ                            | يانغ يا يي صوفيا شاباتافا                 | إيلونا جورجيانا غيوروي ما يكسين دينيسلافا غلوشكوفا كريستينا دينو              |
| 17 أكتوبر | سانتا مارغريتا دي بالا، إيطاليا ملعب ترابي W25 قرعة المباريات الفردية والزوجية                       | بريندا فروهفيرتوفا 6–0، 6–1                                 | يلينا إن-ألبون                                      | نوريا برانشاشيو كاتارينا هوبغارسكي        | داريا سيمينيستايا ميساكي ماتسودا كاميلا روساتيلو آنا توراتي                   |
| 17 أكتوبر | سانتا مارغريتا دي بالا، إيطاليا ملعب ترابي W25 قرعة المباريات الفردية والزوجية                       | جيسي آني سافو ساكيلاريدي 7–6(7–2)، 7–5                      | نوريا برانشاشيو أنجيليكا موراتيلي                   | نوريا برانشاشيو كاتارينا هوبغارسكي        | داريا سيمينيستايا ميساكي ماتسودا كاميلا روساتيلو آنا توراتي                   |
| 17 أكتوبر | لولي (مدينة)، البرتغال ملعب صلب W25 قرعة المباريات الفردية والزوجية                                  | فيكتوريا خيمينيز كاسينتسيفا 6–1، 6–4                        | كاتارينا زافاتسكا                                   | تشالا بويوكاكاتشاي تيساه أندريانجافيتريمو | كايجسا هينيمان · إيدن سيلفا · ميرا أندريفا · فرانسيسكا خورخي                  |
| 17 أكتوبر | لولي (مدينة)، البرتغال ملعب صلب W25 قرعة المباريات الفردية والزوجية                                  | فرانسيسكا خورخي ماتيلدي خورخي 6–3، 7–5                      | لي بي-تشي وو فانغ-هسيين                             | تشالا بويوكاكاتشاي تيساه أندريانجافيتريمو | كايجسا هينيمان · إيدن سيلفا · ميرا أندريفا · فرانسيسكا خورخي                  |
| 17 أكتوبر | إشبيلية، إسبانيا ملعب ترابي W25 قرعة المباريات الفردية والزوجية                                      | رالوكا شيربان 6–3، 6–0                                      | إيبك أوز                                            | سادا ناهيمانا لاير روميرو غورماز          | جوان زوغر لوسيا كورتيز يوركا روزا فيسينس ماس سيلينا يانيسيفيتش                |
| 17 أكتوبر | إشبيلية، إسبانيا ملعب ترابي W25 قرعة المباريات الفردية والزوجية                                      | ايبيك أوز نيكا راديشيتش 7–5، 7–6(7–3)                       | مارينا كولب نادييا كولب                             | سادا ناهيمانا لاير روميرو غورماز          | جوان زوغر لوسيا كورتيز يوركا روزا فيسينس ماس سيلينا يانيسيفيتش                |
| 17 أكتوبر | فورت وورث، الولايات المتحدة ملعب صلب W25 قرعة المباريات الفردية والزوجية                             | ليف هوفدي 7–6(7–1)، 6–4                                     | ريس برانتماير                                       | ماديسون سيغ آشلي لاهي                     | هانا تشانغ · ماريا كوزيريفا · رشيدة مكدو · بايتون ستيرنز                      |
| 17 أكتوبر | فورت وورث، الولايات المتحدة ملعب صلب W25 قرعة المباريات الفردية والزوجية                             | كاترينا كوزاروف · ماريا كوزيريفا · 6–4، 6–7(12–14)، [10–7]  | ألورا زاماريبا ماريبيلا زاماريبا                    | ماديسون سيغ آشلي لاهي                     | هانا تشانغ · ماريا كوزيريفا · رشيدة مكدو · بايتون ستيرنز                      |
| 17 أكتوبر | بوكارامانغا، كولومبيا ملعب ترابي W15 قرعة المباريات الفردية والزوجية                                 | كايتلين كيفيدو 6–3، 6–7(6–8)، 7–5                           | صوفيا سوينغ                                         | رومينا كونيو فاليريا ستراخوفا             | ماريا كاميلا توريس مورثيا ليكسي ستيفنز ماريا بولينا بيريز يولينا مونروي       |
| 17 أكتوبر | بوكارامانغا، كولومبيا ملعب ترابي W15 قرعة المباريات الفردية والزوجية                                 | ليكسي ستيفنز فاليريا ستراخوفا 7–6(7–4)، 6–3                 | رومينا كونيو ماريا بولينا بيريز                     | رومينا كونيو فاليريا ستراخوفا             | ماريا كاميلا توريس مورثيا ليكسي ستيفنز ماريا بولينا بيريز يولينا مونروي       |
| 17 أكتوبر | شرم الشيخ، مصر ملعب صلب W15 قرعة المباريات الفردية والزوجية                                          | أناستاسيا غوريفا · 6–3، 6–1                                 | أندريه لوكوسيوته                                    | نيكول نادل مادلين جيسب                    | كارولا بيجينارو فيفيان يانغ تيلويث دي جيولامي شي هان                          |
| 17 أكتوبر | شرم الشيخ، مصر ملعب صلب W15 قرعة المباريات الفردية والزوجية                                          | تيلويث دي جيولامي · أناستاسيا غوريفا · 6–2، 4–6، [10–7]     | شو إيه-هسوان شو يي-تسن                              | نيكول نادل مادلين جيسب                    | كارولا بيجينارو فيفيان يانغ تيلويث دي جيولامي شي هان                          |
| 17 أكتوبر | هيراكليون، اليونان ملعب ترابي W15 قرعة المباريات الفردية والزوجية                                    | أولكساندرا أوليينكوفا 6–4، 1–0 انسحاب                       | فاندا لوكاش                                         | إلينكا أمرايي سيلفيا أمبروسيو             | فابين جيتورت إلينا كوروكوزيدي آنه شيفر أليسا ريغير                            |
| 17 أكتوبر | هيراكليون، اليونان ملعب ترابي W15 قرعة المباريات الفردية والزوجية                                    | إلينكا أمرايي لورين جون بابتيست 6–1، 6–1                    | جيورجيا بينتو غايا سكوارسيالوبي                     | إلينكا أمرايي سيلفيا أمبروسيو             | فابين جيتورت إلينا كوروكوزيدي آنه شيفر أليسا ريغير                            |
| 17 أكتوبر | المنستير، تونس ملعب صلب W15 قرعة المباريات الفردية والزوجية                                          | هاني فان ديوينكل 6–3، 1–6، 6–1                              | إليني كوردولايمي                                    | نادين كيلر تساو تشيا يي                   | فلافي بروغنون دينيسا هيندوفا أنوك فرانكن بيترز رادكا زيلنيكوفا                |
| 17 أكتوبر | المنستير، تونس ملعب صلب W15 قرعة المباريات الفردية والزوجية                                          | لي يا شين تساو تشيا يي 6–2، 6–4                             | هاني فان ديوينكل رادكا زيلنيكوفا                    | نادين كيلر تساو تشيا يي                   | فلافي بروغنون دينيسا هيندوفا أنوك فرانكن بيترز رادكا زيلنيكوفا                |
| 17 أكتوبر | أنطاليا، تركيا ملعب ترابي W15 قرعة المباريات الفردية والزوجية                                        | تمارا تشروفيتش 6–2، 4–6، 6–3                                | أنيكا ياشكوفا                                       | كسينيا أغوريفا · باتريسيا ماريا تيغ       | بيتجا درامي تشيلسي فانهاوت أدا بيسترينسكا أنكا تودوني                         |
| 17 أكتوبر | أنطاليا، تركيا ملعب ترابي W15 قرعة المباريات الفردية والزوجية                                        | سيلين سيمونيو ميليس أيدا أويار 6–4، 3–6، [10–6]             | تمارا تشروفيتش بويانا مارينكوفيتش                   | كسينيا أغوريفا · باتريسيا ماريا تيغ       | بيتجا درامي تشيلسي فانهاوت أدا بيسترينسكا أنكا تودوني                         |
| 24 أكتوبر | Torneig Internacional Els Gorchs ليس فرانكويسيس ديل فاليس، إسبانيا ملعب صلب W100 Singles – Doubles   | جاسمين باوليني 6–4، 6–4                                     | كاترينا كوزلوفا                                     | آنا كارولينا شميدلوفا · Erika Andreeva    | Andrea Lázaro García ساره إيراني فيكتوريا خيمينيز كاسينتسيفا ريبيكا ماساروفا  |
| 24 أكتوبر | Torneig Internacional Els Gorchs ليس فرانكويسيس ديل فاليس، إسبانيا ملعب صلب W100 Singles – Doubles   | أليونا بولسوفا ريبيكا ماساروفا 7–5، 1–6، [10–3]             | ميساكي دوي بياتريس جوموليا                          | آنا كارولينا شميدلوفا · Erika Andreeva    | Andrea Lázaro García ساره إيراني فيكتوريا خيمينيز كاسينتسيفا ريبيكا ماساروفا  |
| 24 أكتوبر | Internationaux Féminins de la Vienne بواتييه، فرنسا ملعب صلب (indoor) W80 Singles – Doubles          | Petra Marčinko 6–3، 7–6(7–2)                                | يساليني بونافنتور                                   | Alex Eala كلارا تاوسون                    | أوسيان دودان آنا كونجوه Lucrezia Stefanini جودي بوراج                         |
| 24 أكتوبر | Internationaux Féminins de la Vienne بواتييه، فرنسا ملعب صلب (indoor) W80 Singles – Doubles          | Miriam Kolodziejová ماركيتا فوندروسوفا 6–4، 6–3             | Jessika Ponchet ريناتا فوراكوفا                     | Alex Eala كلارا تاوسون                    | أوسيان دودان آنا كونجوه Lucrezia Stefanini جودي بوراج                         |
| 24 أكتوبر | Tyler Pro Challenge تايلر، الولايات المتحدة ملعب صلب W80 Singles – Doubles                           | تايلور تاونسيند 6–4، 6–2                                    | يوان يوي                                            | ستورم ساندرز صوفيا كينين                  | ناديه بودوروسكا دانييل لاو ماريا لورديس كارلي أليكسيس بلوكينا                 |
| 24 أكتوبر | Tyler Pro Challenge تايلر، الولايات المتحدة ملعب صلب W80 Singles – Doubles                           | ماريا كوزيريفا · أشلي لايهي · 7–5، 6–2                      | جايدا دانييل نيل ميلر                               | ستورم ساندرز صوفيا كينين                  | ناديه بودوروسكا دانييل لاو ماريا لورديس كارلي أليكسيس بلوكينا                 |
| 24 أكتوبر | بطولة مدينة بلايفورد الدولية للتنس بلايفورد، أستراليا ملعب صلب W60 فردي - زوجي                       | كيمبرلي بيريل 3–6، 7–5، 6–4                                 | ماديسون إنجليس                                      | ليزيت كابريرا هان نا لاي                  | بريسيلا هون أوليفيا جاديكي ماي هونتاما جايمي فورليس                           |
| 24 أكتوبر | بطولة مدينة بلايفورد الدولية للتنس بلايفورد، أستراليا ملعب صلب W60 فردي - زوجي                       | ألكساندرا بوزوفيك تاليا جيبسون 7–5، 6–4                     | هان نا لاي بريزكا مادلين نوغروهو                    | ليزيت كابريرا هان نا لاي                  | بريسيلا هون أوليفيا جاديكي ماي هونتاما جايمي فورليس                           |
| 24 أكتوبر | تحدي تيفلين للسيدات تورونتو، كندا ملعب صلب (داخلي) W60 فردي - زوجي                                   | روبن أندرسون 6–2، 6–4                                       | جانغ سو جونج                                        | أورزولا رادفانسكا يوديس تشونغ             | جيمي لوبي روبن مونتغمري فرانشيسكا دي لورينزو ميريام بيوركلاند                 |
| 24 أكتوبر | تحدي تيفلين للسيدات تورونتو، كندا ملعب صلب (داخلي) W60 فردي - زوجي                                   | ميكيلا بايرلوفا جانغ سو جونج 6–3، 6–2                       | إليسيا بولتون جيمي لوبي                             | أورزولا رادفانسكا يوديس تشونغ             | جيمي لوبي روبن مونتغمري فرانشيسكا دي لورينزو ميريام بيوركلاند                 |
| 24 أكتوبر | إيباغيه، كولومبيا ملعب ترابي W25 قرعة المباريات الفردية والزوجية                                     | ماريا فرناندا هيرازو 6–3، 6–3                               | غابرييلا سي                                         | بيرتا بوناردي جوليا رييرا                 | كارول مونيت فاليريا ستراكهوفا يوليانا ليزارازو يوليانا مونروي                 |
| 24 أكتوبر | إيباغيه، كولومبيا ملعب ترابي W25 قرعة المباريات الفردية والزوجية                                     | يوليانا ليزارازو ماريا بولينا بيريز 6–4، 7–5                | ماريا فرناندا هيرازو صوفيا سوينغ                    | بيرتا بوناردي جوليا رييرا                 | كارول مونيت فاليريا ستراكهوفا يوليانا ليزارازو يوليانا مونروي                 |
| 24 أكتوبر | إمباير وومنز إندور ترنافا، سلوفاكيا ملعب صلب (indoor) W25 قرعة المباريات الفردية والزوجية            | فيرا لابكو · 4–6، 7–6(7–1)، 6–2                             | لوسي هافليكوفا                                      | فيكتوريا كوزموفا أنيتا لابوتكوفا          | أليس روب يانا فيت ليا بوشكوفيتش فيرونيكا فالكوفسكا                            |
| 24 أكتوبر | إمباير وومنز إندور ترنافا، سلوفاكيا ملعب صلب (indoor) W25 قرعة المباريات الفردية والزوجية            | ليا بوشكوفيتش فيرونيكا فالكوفسكا 7–6(9–7)، 2–6، [10–6]      | لو جياجينغ أوانا جورجيتا سيميونة                    | فيكتوريا كوزموفا أنيتا لابوتكوفا          | أليس روب يانا فيت ليا بوشكوفيتش فيرونيكا فالكوفسكا                            |
| 24 أكتوبر | إسطنبول، تركيا ملعب صلب (indoor) W25 قرعة المباريات الفردية والزوجية                                 | بولينا كودرميتوفا · 6–3، 6–1                                | تاتيانا باركوفا                                     | لولا راديويفيتش تشالا بويوكاكاتشاي        | بيرفو جنكيز كريستينا دينو داريا لوباتيكا رالوكا شيربان                        |
| 24 أكتوبر | إسطنبول، تركيا ملعب صلب (indoor) W25 قرعة المباريات الفردية والزوجية                                 | جاسمين جيمبرير · إيكاترينا ياشينا · 6–1، 3–6، [13–11]       | كريستينا دينو صوفيا شاباتافا                        | لولا راديويفيتش تشالا بويوكاكاتشاي        | بيرفو جنكيز كريستينا دينو داريا لوباتيكا رالوكا شيربان                        |
| 24 أكتوبر | جي بي برو سيريز لوغبره لوفبرا، المملكة المتحدة ملعب صلب (indoor) W25 قرعة المباريات الفردية والزوجية | إميلي أبلتون 6–4، 6–4                                       | نيجينا أبدوريموفا                                   | إلينا مالوينا إليز مالوني                 | ألريكك إيكري مارتينا كوبكا إيدن سيلفا أمارني بانكس                            |
| 24 أكتوبر | جي بي برو سيريز لوغبره لوفبرا، المملكة المتحدة ملعب صلب (indoor) W25 قرعة المباريات الفردية والزوجية | جوانا جارلاند غابرييلا كنوتسون 6–3، 6–3                     | مارتينا كوبكا إلينا مالوينا                         | إلينا مالوينا إليز مالوني                 | ألريكك إيكري مارتينا كوبكا إيدن سيلفا أمارني بانكس                            |
| 24 أكتوبر | شرم الشيخ، مصر ملعب صلب W15 قرعة المباريات الفردية والزوجية                                          | إلينا بريدانكينا · 6–7(5–7)، 6–4، 7–6(7–2)                  | أناستاسيا غوريفا                                    | كارولا بيجينارو أندري لوكوسيوت            | باربورا ماتوسوفا لي أونه مادلين جيسوب لي زونغيو                               |
| 24 أكتوبر | شرم الشيخ، مصر ملعب صلب W15 قرعة المباريات الفردية والزوجية                                          | أناستاسيا غوريفا · إلينا بريدانكينا · 6–7(3–7)، 6–1، [10–6] | تشو يي-هسوان تشو يي-تسين                            | كارولا بيجينارو أندري لوكوسيوت            | باربورا ماتوسوفا لي أونه مادلين جيسوب لي زونغيو                               |
| 24 أكتوبر | هيراكليون، اليونان ملعب ترابي W15 قرعة المباريات الفردية والزوجية                                    | إلينكا أماريي 7–6(7–1)، 6–2                                 | آنه شيفر                                            | فابيين غيتوارت ماريا سارا بوبا            | ديميترا بافلو · سيمونا أوجيسكو · أناستاسيا غريشكينا · لورين جون بابتيست       |
| 24 أكتوبر | هيراكليون، اليونان ملعب ترابي W15 قرعة المباريات الفردية والزوجية                                    | لورين جون بابتيست أولكسندرا أولينكوفا 6–0، 6–1              | جينيفرا بارنتيني فاليجا مونتيبرونو ألكساندرا سيميفا | فابيين غيتوارت ماريا سارا بوبا            | ديميترا بافلو · سيمونا أوجيسكو · أناستاسيا غريشكينا · لورين جون بابتيست       |
| 24 أكتوبر | المنستير، تونس ملعب صلب W15 قرعة المباريات الفردية والزوجية                                          | مانون ليونارد 7–6(7–5)، 6–3                                 | ياو شينشين                                          | وي سيتشيا هاني فاندويكيل                  | إلينا ميلوفانوفيتش مارينتي سجبسما ستيفاني فيشر أوسياني بابل                   |
| 24 أكتوبر | المنستير، تونس ملعب صلب W15 قرعة المباريات الفردية والزوجية                                          | إلينا ميلوفانوفيتش وي سيتشيا 6–4، 6–1                       | فريال بن حسن جينا فيستل                             | وي سيتشيا هاني فاندويكيل                  | إلينا ميلوفانوفيتش مارينتي سجبسما ستيفاني فيشر أوسياني بابل                   |
| 24 أكتوبر | أنطاليا، تركيا ملعب ترابي W15 قرعة المباريات الفردية والزوجية                                        | أنكا تودوني 6–2، 7–6(7–4)                                   | باتريسيا ماريا تيغ                                  | زوزيا كاردافا أندريا أوبرادوفيتش          | لافينيا تاناسي · يانا كاربوفيتش · كاترينا تسيجوروفا · يانا بوجوفيتش           |
| 24 أكتوبر | أنطاليا، تركيا ملعب ترابي W15 قرعة المباريات الفردية والزوجية                                        | آنا يوريك · فاليريا يوشينكو · 6–0، 4–6، [10–7]              | دينيس هردينكوفا زوزيا كاردافا                       | زوزيا كاردافا أندريا أوبرادوفيتش          | لافينيا تاناسي · يانا كاربوفيتش · كاترينا تسيجوروفا · يانا بوجوفيتش           |
| 31 أكتوبر | GB Pro-Series شروزبري شروزبري (المملكة المتحدة)، المملكة المتحدة ملعب صلب (indoor) W100 فردي – زوجي  | ماركيتا فوندروسوفا 7–5، 6–2                                 | إيفا ليس                                            | أنهيلينا كالينينا آنا كونجوه              | إليز مالوني باربورا باليكوفا كاتي بولتر يوريكو ميازاكي                        |
| 31 أكتوبر | GB Pro-Series شروزبري شروزبري (المملكة المتحدة)، المملكة المتحدة ملعب صلب (indoor) W100 فردي – زوجي  | مريم كولودجيوفا ماركيتا فوندروسوفا 7–6(7–4)، 6–2            | جيسيكا بونشيه ريناتا فوراكوفا                       | أنهيلينا كالينينا آنا كونجوه              | إليز مالوني باربورا باليكوفا كاتي بولتر يوريكو ميازاكي                        |
| 31 أكتوبر | NSW Open سيدني، أستراليا ملعب صلب W60 فردي – زوجي                                                    | ماي هونتاما 7–6(7–1)، 3–6، 7–5                              | بيدرا هول                                           | أوليفيا جاديكي كيمبرلي بيريل              | كايلا مكفي هيمينو ساكاتسومي هان نا لي تاليا جيبسون                            |
| 31 أكتوبر | NSW Open سيدني، أستراليا ملعب صلب W60 فردي – زوجي                                                    | ديستاني أيافا ليزا ميز 5–7، 6–3، [10–6]                     | ألكسندرا أوزبورن جيسي رومبيس                        | أوليفيا جاديكي كيمبرلي بيريل              | كايلا مكفي هيمينو ساكاتسومي هان نا لي تاليا جيبسون                            |
| 31 أكتوبر | Barranquilla Open بارانكيا، كولومبيا ملعب ترابي W60 فردي – زوجي                                      | بانا أودفاردي 6–2، 7–5                                      | لورا بيجوسي                                         | تيميا بابوش كاترينا بوندارينكو            | غابرييلا سي لينا باباداكيس ماريا لورديس كارلي كارول مونيت                     |
| 31 أكتوبر | Barranquilla Open بارانكيا، كولومبيا ملعب ترابي W60 فردي – زوجي                                      | تيميا بابوش كاترينا بوندارينكو 3–6، 7–5، [10–7]             | كارولينا ألفيس فاليريا ستراكوفا                     | تيميا بابوش كاترينا بوندارينكو            | غابرييلا سي لينا باباداكيس ماريا لورديس كارلي كارول مونيت                     |
| 31 أكتوبر | Open Nantes Atlantique نانت، فرنسا ملعب صلب (indoor) W60 Singles – Doubles                           | كاميلا راخيموفا · 6–4، 6–4                                  | وانغ شينيو                                          | تمارا كورباتش داريا سنيغور                | لوكريتسيا ستيفانيني · فيتاليا دياتشينكو · كلارا تاوسون · يوليا هاتاوكا        |
| 31 أكتوبر | Open Nantes Atlantique نانت، فرنسا ملعب صلب (indoor) W60 Singles – Doubles                           | ماجالي كيمبين وو فانغ-هسين 6–2، 6–4                         | فيرونيكا إرجافيك إميلي ويبلي سميث                   | تمارا كورباتش داريا سنيغور                | لوكريتسيا ستيفانيني · فيتاليا دياتشينكو · كلارا تاوسون · يوليا هاتاوكا        |
| 31 أكتوبر | هابنيمي، إستونيا ملعب صلب (indoor) W25 قرعة المباريات الفردية والزوجية                               | ماليني هيلجى 6–4، 6–2                                       | أرانتشا روس                                         | لورا هيتارانتا ألريكك إيكري               | دانييلا فيسماني دليلا ياكوبوفيتش إيلينا مالوجينا سينيا كراوس                  |
| 31 أكتوبر | هابنيمي، إستونيا ملعب صلب (indoor) W25 قرعة المباريات الفردية والزوجية                               | ماليني هيلجى سوزان لامنس 6–2، 6–1                           | دليلا ياكوبوفيتش أرانتشا روس                        | لورا هيتارانتا ألريكك إيكري               | دانييلا فيسماني دليلا ياكوبوفيتش إيلينا مالوجينا سينيا كراوس                  |
| 31 أكتوبر | القدس، إسرائيل ملعب صلب W25 قرعة المباريات الفردية والزوجية                                          | بولينا كوديرميتوفا · 6–1، 6–1                               | إيكاترينا راينجولد                                  | كودي وونغ · أناستاسيا كوفاليفا            | لينا غلشكو آنا بروجان كو يون-وو فرانسيسكا خورخي                               |
| 31 أكتوبر | القدس، إسرائيل ملعب صلب W25 قرعة المباريات الفردية والزوجية                                          | لي بي-تشي صوفيا شاباتافا 6–2، 6–4                           | بولينا كوديرميتوفا · إيكاترينا راينجولد             | كودي وونغ · أناستاسيا كوفاليفا            | لينا غلشكو آنا بروجان كو يون-وو فرانسيسكا خورخي                               |
| 31 أكتوبر | Empire Women's Indoor ترنافا، سلوفاكيا ملعب صلب (indoor) W25 قرعة المباريات الفردية والزوجية         | يانا فيت 6–3، 6–2                                           | ناتاليا سزابانين                                    | تيريزا سميتكوفا · داريا خوموتسيانسكايا    | ليا بوشكوفيتش ميريام بولغارو نيكولا داوبنيروفا أليس روب                       |
| 31 أكتوبر | Empire Women's Indoor ترنافا، سلوفاكيا ملعب صلب (indoor) W25 قرعة المباريات الفردية والزوجية         | إيكاترينا ماكاروفا · أليس روب · 6–3، 7–5                    | كاتارينا كوزموفا آنا سيسكوفا                        | تيريزا سميتكوفا · داريا خوموتسيانسكايا    | ليا بوشكوفيتش ميريام بولغارو نيكولا داوبنيروفا أليس روب                       |
| 31 أكتوبر | شرم الشيخ، مصر ملعب صلب W15 قرعة المباريات الفردية والزوجية                                          | لي زونغيو 6–3، 6–2                                          | إيكاترينا شاليموفا                                  | يلينا بريدانكينا · أليونا فالي            | كلاوديا بوبليتي مانانشايا ساوانكايو جيونغ بو-يونغ كارولا بيجينارو             |
| 31 أكتوبر | شرم الشيخ، مصر ملعب صلب W15 قرعة المباريات الفردية والزوجية                                          | تشو يو-هسوان تشو يي-تسن 6–2، 7–6(7–4)                       | دونغ نا مانانشايا ساوانكايو                         | يلينا بريدانكينا · أليونا فالي            | كلاوديا بوبليتي مانانشايا ساوانكايو جيونغ بو-يونغ كارولا بيجينارو             |
| 31 أكتوبر | هيراكليون، اليونان ملعب ترابي W15 قرعة المباريات الفردية والزوجية                                    | ألكساندرا أولينيكوفا 6–3، 7–5                               | سيلفيا أمبروسيو                                     | سيمونا أوجيسكو إيلينكا أمارياي            | ديميترا بافلو ماتيلدا مارياني جيورجيا بينتو إيليني كريستوفي                   |
| 31 أكتوبر | هيراكليون، اليونان ملعب ترابي W15 قرعة المباريات الفردية والزوجية                                    | إيلينكا أمارياي إيلينا كوروكوزيدي 7–5، 7–6(7–5)             | سيلفيا أمبروسيو إيليني كريستوفي                     | سيمونا أوجيسكو إيلينكا أمارياي            | ديميترا بافلو ماتيلدا مارياني جيورجيا بينتو إيليني كريستوفي                   |
| 31 أكتوبر | سولارينو، إيطاليا Carpet W15 قرعة المباريات الفردية والزوجية                                         | ماريا فيتوريا فيفياني 7–5، 0–6، 6–3                         | جاكلين كاباج أواد                                   | ميريانة تونا فلادا إكشيباروفا             | إيما مارتيلينغي نيكول غاديانت جوليا كريسينزي جيدا دانيال                      |
| 31 أكتوبر | سولارينو، إيطاليا Carpet W15 قرعة المباريات الفردية والزوجية                                         | ليوني كونغ ليان تران 6–2، 6–2                               | جوليا كريسينزي ميريانة تونا                         | ميريانة تونا فلادا إكشيباروفا             | إيما مارتيلينغي نيكول غاديانت جوليا كريسينزي جيدا دانيال                      |
| 31 أكتوبر | قسطلونة، إسبانيا ملعب ترابي W15 قرعة المباريات الفردية والزوجية                                      | ألينا شارايفا · 7–6(7–4)، 6–3                               | ناتاليا سيدليسكيمين                                 | أولغا باريس أزكويتا لايا بيتريتيك         | شانتال سوفانت راكيل كاباييرو سارة تاتو إينيس مورتا                            |
| 31 أكتوبر | قسطلونة، إسبانيا ملعب ترابي W15 قرعة المباريات الفردية والزوجية                                      | لورا بوهنر نوهيليا بوزو زانوتي 7–6(7–3)، 4–6، [10–7]        | إينيس مورتا شانتال سوفانت                           | أولغا باريس أزكويتا لايا بيتريتيك         | شانتال سوفانت راكيل كاباييرو سارة تاتو إينيس مورتا                            |
| 31 أكتوبر | المنستير، تونس ملعب صلب W15 قرعة المباريات الفردية والزوجية                                          | ميرنا رفعت 6–3، 6–1                                         | سارة إيلييف                                         | إليني كوردوليمي جينا فيستل                | رين يوفي هيلينا محمد أميليا واليغورا داشا إيفانوفا                            |
| 31 أكتوبر | المنستير، تونس ملعب صلب W15 قرعة المباريات الفردية والزوجية                                          | إليني كوردوليمي ميرنا رفعت 6–3، 0–6، [10–8]                 | أوسين بابل مانون لينار                              | إليني كوردوليمي جينا فيستل                | رين يوفي هيلينا محمد أميليا واليغورا داشا إيفانوفا                            |
| 31 أكتوبر | أنطاليا، تركيا ملعب ترابي W15 قرعة المباريات الفردية والزوجية                                        | أناستازيا زولوتاريفا · 6–0، 6–1                             | دينيس هردينكوفا                                     | ناتاليا سينيك أنكا تودوني                 | آنا أوركي · أروزان ساغانديكوفا · جوليا ستاماتوفا · باشاك إرايدن               |
| 31 أكتوبر | أنطاليا، تركيا ملعب ترابي W15 قرعة المباريات الفردية والزوجية                                        | لي يو-يون أروزان ساغانديكوفا 7–5، 3–6، [10–4]               | أناستازيا زولوتاريفا · رادا زولوتاريفا              | ناتاليا سينيك أنكا تودوني                 | آنا أوركي · أروزان ساغانديكوفا · جوليا ستاماتوفا · باشاك إرايدن               |

### نوفمبر
| الأسبوع   | البطولة | الفائزات                                                               | الوصيفات                                           | المتأهلات لنصف النهائي                  | المتأهلات لربع النهائي                                                               |
| --------- | --- | ---------------------------------------------------------------------- | -------------------------------------------------- | --------------------------------------- | ------------------------------------------------------------------------------------ |
| 7 نوفمبر  | تحدي كالغاري كالغاري، كندا ملعب صلب (indoor) W60 Singles – Doubles                                              | روبين مونتجمري 7–6(8–6)، 7–5                                           | أورزولا رادفانسكا                                  | جيمي لوب يوديس تشونغ                    | جوهان سفندسن سابين ليزيكي آنا صوفيا سانشيز رافينا كينجسلي                            |
| 7 نوفمبر  | تحدي كالغاري كالغاري، كندا ملعب صلب (indoor) W60 Singles – Doubles                                              | كاثرين هاريسون سابرينا سانتاماريا 7–6(7–2)، 6–4                        | كيلا كروس مارينا ستاكوسيك                          | جيمي لوب يوديس تشونغ                    | جوهان سفندسن سابين ليزيكي آنا صوفيا سانشيز رافينا كينجسلي                            |
| 7 نوفمبر  | شرم الشيخ، مصر ملعب صلب W25 قرعة المباريات الفردية والزوجية                                                     | أرانتشا روس 6–2، 6–1                                                   | يوليا هاتوك                                        | ألينا كورنييفا · تيساه أندريانجافيتريمو | مانانشايا ساوانغاكاو ماجالي كيمبين جيني دورست لانلانا تارارد                         |
| 7 نوفمبر  | شرم الشيخ، مصر ملعب صلب W25 قرعة المباريات الفردية والزوجية                                                     | أرانتشا روس نينا ستويانوفيتش 7–6(7–1)، 6–2                             | ماجالي كيمبين لو جياجينغ                           | ألينا كورنييفا · تيساه أندريانجافيتريمو | مانانشايا ساوانغاكاو ماجالي كيمبين جيني دورست لانلانا تارارد                         |
| 7 نوفمبر  | كريات موصقين، إسرائيل ملعب صلب W25 قرعة المباريات الفردية والزوجية                                              | آنا كوباريفا · 7–6(7–5)، 5–7، 7–5                                      | نوما نوها أكوغي                                    | بولينا كوديرميتوفا · لينا غلشكو         | رالوكا سربان · يكاترينا رينغولد · أناستاسيا كوفاليفا · ميساكي ماتسودا                |
| 7 نوفمبر  | كريات موصقين، إسرائيل ملعب صلب W25 قرعة المباريات الفردية والزوجية                                              | فيرونيكا فالكوسكا · يكاترينا رينغولد · 4–6، 6–4، [10–4]                | ياسمين جمبرير · يكاترينا ياشينا                    | بولينا كوديرميتوفا · لينا غلشكو         | رالوكا سربان · يكاترينا رينغولد · أناستاسيا كوفاليفا · ميساكي ماتسودا                |
| 7 نوفمبر  | كييو تشالنجر يوكوهاما، اليابان ملعب صلب W25 قرعة المباريات الفردية والزوجية                                     | هان نا لاي 7–5، 6–0                                                    | ميو كاتو                                           | ناغي هاناتاني أيانو شيميزو              | ساكورا هوسوغي موموكو كوبوري هيمينو ساكاتسومي هيماري ساتو                             |
| 7 نوفمبر  | كييو تشالنجر يوكوهاما، اليابان ملعب صلب W25 قرعة المباريات الفردية والزوجية                                     | ساكي إمامورا ناهو ساتو 6–4، 4–6، [10–5]                                | هان نا لاي ماي هونتاما                             | ناغي هاناتاني أيانو شيميزو              | ساكورا هوسوغي موموكو كوبوري هيمينو ساكاتسومي هيماري ساتو                             |
| 7 نوفمبر  | هيراكليون، اليونان ملعب ترابي W15 قرعة المباريات الفردية والزوجية                                               | لوتشيا تشيريتش باغاريتش 6–3، 4–6، 6–4                                  | ميكايلا لاكي                                       | إلينا كوروكوزيدي مارتينا كولميجنا       | سافو ساكيلاريدي · إليني كريستوفي · آنا أوكولوفا · إلينا أماريي                       |
| 7 نوفمبر  | هيراكليون، اليونان ملعب ترابي W15 قرعة المباريات الفردية والزوجية                                               | سيمونا أوجيسكو سافو ساكيلاريدي 6–4، 6–3                                | مارجريتا إيغناتيفا إلينا كوروكوزيدي                | إلينا كوروكوزيدي مارتينا كولميجنا       | سافو ساكيلاريدي · إليني كريستوفي · آنا أوكولوفا · إلينا أماريي                       |
| 7 نوفمبر  | سولارينو، إيطاليا أرضية كاربت W15 قرعة المباريات الفردية والزوجية                                               | فيديريكا بيلاردو 6–4، 4–6، 6–3                                         | جاكلين كاباج أواد                                  | جورجيا بيدوني كارولا كافيلي             | ليان تران أناستاسيا أباجناتو كاترينا تسيروسفا جوليا كاربونارو                        |
| 7 نوفمبر  | سولارينو، إيطاليا أرضية كاربت W15 قرعة المباريات الفردية والزوجية                                               | فيرجينيا فيرارا جورجيا بيدوني 6–3، 6–2                                 | ليان تران سيفيل يولداشيفا                          | جورجيا بيدوني كارولا كافيلي             | ليان تران أناستاسيا أباجناتو كاترينا تسيروسفا جوليا كاربونارو                        |
| 7 نوفمبر  | ليما، بيرو ملعب ترابي W15 قرعة المباريات الفردية والزوجية                                                       | نويلـيـا زيـبـالـوس 3–6، 6–3، 6–0                                      | صوفيا سيوينغ                                       | رومينا كونـو آنا كانديـوتو              | أنستاسيا إياماشكين يوليانا مونروي كاميلا روميرو غابرييلا ريفيرا                      |
| 7 نوفمبر  | ليما، بيرو ملعب ترابي W15 قرعة المباريات الفردية والزوجية                                                       | أنستاسيا إياماشكين لوسيانا بيريز ألاركون 6–2، 6–4                      | رومينا كونـو ماريا كاميلا توريس مورسيا             | رومينا كونـو آنا كانديـوتو              | أنستاسيا إياماشكين يوليانا مونروي كاميلا روميرو غابرييلا ريفيرا                      |
| 7 نوفمبر  | مـوناسـتير، تـونـس ملعب صلب W15 قرعة المباريات الفردية والزوجية                                                 | مانون ليونارد 6–4، 6–2                                                 | إيميلي فيلكر                                       | سيلينا دال كارولا بيجينارو              | ماري فيليت ياسمين منصوري سارة إلييف كريستينا ميلينكوفيتش                             |
| 7 نوفمبر  | مـوناسـتير، تـونـس ملعب صلب W15 قرعة المباريات الفردية والزوجية                                                 | نعيمة كراموكو بويانا مارينكوفيتش 6–4، 6–4                              | إميلين دارترون إيمانويل جيرار                      | سيلينا دال كارولا بيجينارو              | ماري فيليت ياسمين منصوري سارة إلييف كريستينا ميلينكوفيتش                             |
| 7 نوفمبر  | أنطاليا، تـركـيـا ملعب ترابي W15 قرعة المباريات الفردية والزوجية                                                | أنستاسيا زولوتاريفا · 2–6، 7–6(7–2)، 6–4                               | تمارا تشروفيتش                                     | مايوكا أيكاوا إيلاي يورك                | آنا أورـيكـا · زوزيا كاردافا · بولينا ليكينا · ارزان ساغانديكوفا                     |
| 7 نوفمبر  | أنطاليا، تـركـيـا ملعب ترابي W15 قرعة المباريات الفردية والزوجية                                                | مايوكا أيكاوا تمارا تشروفيتش 6–3، 7–5                                  | كسينيا لاسكوتوفا · آنا أورــيـكا                   | مايوكا أيكاوا إيلاي يورك                | آنا أورـيكـا · زوزيا كاردافا · بولينا ليكينا · ارزان ساغانديكوفا                     |
| 7 نوفمبر  | شامبين، الولايات المتحدة ملعب صلب W15 قرعة المباريات الفردية والزوجية                                           | تيان فانغران 6–1، 6–3                                                  | سارا دافاتتيلا                                     | أنيا هيرتل كـاثرين دوونغ                | آفا ماركهام · آشلي ياه · توري كينارد · ماريا شولوخوفا                                |
| 7 نوفمبر  | شامبين، الولايات المتحدة ملعب صلب W15 قرعة المباريات الفردية والزوجية                                           | كـاثرين دوونغ ميغان هيوزر 6–0، 7–6(7–5)                                | ماريا كونونوفا · ماريا كوزيريفا                    | أنيا هيرتل كـاثرين دوونغ                | آفا ماركهام · آشلي ياه · توري كينارد · ماريا شولوخوفا                                |
| 14 نوفمبر | بطولة فيلا دي مدريد المفتوحة مدريد، إسبانيا ملعب ترابي W80 فردي – زوجي                                          | أليونا بولسوفا 6–4، 6–2                                                | تمارا كورباتش                                      | ماجدالينا فريتش Ylena In-Albon          | Suzan Lamens · Francesca Curmi · Marina Bassols Ribera · إيرينا شيمانوفيتش           |
| 14 نوفمبر | بطولة فيلا دي مدريد المفتوحة مدريد، إسبانيا ملعب ترابي W80 فردي – زوجي                                          | أليونا بولسوفا ريبيكا ماساروفا 6–3، 6–3                                | ليا بوشكوفيتش Daniela Vismane                      | ماجدالينا فريتش Ylena In-Albon          | Suzan Lamens · Francesca Curmi · Marina Bassols Ribera · إيرينا شيمانوفيتش           |
| 14 نوفمبر | بطولة ميتار المفتوحة ميتار، إسرائيل ملعب صلب W60 فردي – زوجي                                                    | ميرا أندريفا · 6–1، 6–4                                                | ريبيكا بيترسون                                     | Ekaterina Reyngold · Maria Timofeeva    | Natália Szabanin Anna Brogan Raluca Șerban Lee Pei-chi                               |
| 14 نوفمبر | بطولة ميتار المفتوحة ميتار، إسرائيل ملعب صلب W60 فردي – زوجي                                                    | فالنتيني جراماتيكوبولو · Ekaterina Yashina · 6–3، 7–5                  | Anna Kubareva · Maria Timofeeva                    | Ekaterina Reyngold · Maria Timofeeva    | Natália Szabanin Anna Brogan Raluca Șerban Lee Pei-chi                               |
| 14 نوفمبر | بطولة أندو سيكيوريتيز المفتوحة طوكيو، اليابان ملعب صلب (داخلي) W60 فردي – زوجي                                  | وانغ شينيو 6–1، 4–6، 6–3                                               | Moyuka Uchijima                                    | كاتارينا زافاتسكا هان نا ليو            | ميساكي دوي ماي هونتاما كيوكا أوكامورا موموكو كوبوري                                  |
| 14 نوفمبر | بطولة أندو سيكيوريتيز المفتوحة طوكيو، اليابان ملعب صلب (داخلي) W60 فردي – زوجي                                  | هسيه شو يينغ جيسي رومبيس 6–4، 6–3                                      | ماي هونتاما جونري ناميجاتا                         | كاتارينا زافاتسكا هان نا ليو            | ميساكي دوي ماي هونتاما كيوكا أوكامورا موموكو كوبوري                                  |
| 14 نوفمبر | بطولة سلوفاكيا المفتوحة براتيسلافا، سلوفاكيا ملعب صلب (داخلي) W60 فردي – زوجي                                   | آنا كونجوه 2–6، 6–0، 7–6(7–2)                                          | نيجينا أبدوريموفا                                  | ريناتة جامريتشوفا بربورا باليتسوفا      | آنا كارولينا شميدلوفا نيكولا بارتونكوفا أماريسا كيارا توث داريا سنيغور               |
| 14 نوفمبر | بطولة سلوفاكيا المفتوحة براتيسلافا، سلوفاكيا ملعب صلب (داخلي) W60 فردي – زوجي                                   | جيسيكا ماليشكوفا ريناتا فوراكوفا 2–6، 7–5، [13–11]                     | كاتارينا كوزموفا فيكتوريا كوزموفا                  | ريناتة جامريتشوفا بربورا باليتسوفا      | آنا كارولينا شميدلوفا نيكولا بارتونكوفا أماريسا كيارا توث داريا سنيغور               |
| 14 نوفمبر | ترارالجان الدولية ترارالغون، أستراليا ملعب صلب W25 قرعة المباريات الفردية والزوجية                              | بريسيكا ماديلين نوجروهو 6–4، 6–4                                       | نايكثا بينز                                        | ديستاني أيافا تاليا جيبسون              | أنكيتا راينا هارونا أراكاوا ألانا بارنابي ألكسندرا بوزوفيك                           |
| 14 نوفمبر | ترارالجان الدولية ترارالغون، أستراليا ملعب صلب W25 قرعة المباريات الفردية والزوجية                              | نايكثا بينز ألانا بارنابي 7–6(7–4)، 6–2                                | هارونا أراكاوا ناتسوهو أراكاوا                     | ديستاني أيافا تاليا جيبسون              | أنكيتا راينا هارونا أراكاوا ألانا بارنابي ألكسندرا بوزوفيك                           |
| 14 نوفمبر | شرم الشيخ، مصر ملعب صلب W25 قرعة المباريات الفردية والزوجية                                                     | نينا ستويانوفيتش 7–6(12–10)، 5–7، 6–1                                  | تاتيانا بروزوروفا                                  | ألينا كورنييفا · إيكاترينا شاليموفا     | باي زوكسان ماجالي كيمبين أديثيا كارونارتني بيترا مارشينكو                            |
| 14 نوفمبر | شرم الشيخ، مصر ملعب صلب W25 قرعة المباريات الفردية والزوجية                                                     | بولينا ياتشينكو · ألينا كورنييفا · 6–1، 6–7(1–7)، [10–5]               | جيني دورست باك سو هيون                             | ألينا كورنييفا · إيكاترينا شاليموفا     | باي زوكسان ماجالي كيمبين أديثيا كارونارتني بيترا مارشينكو                            |
| 14 نوفمبر | هلسنكي، فنلندا ملعب صلب (داخلي) W25 قرعة المباريات الفردية والزوجية                                             | تايلور نغ 6–4، 2–6، 7–6(7–5)                                           | منى بارثل                                          | كاتارزينا كاوا إيلينا مالوغينا          | دليلا ياكوبوفيتش مالين هيلغو جوليا ستوسيك كايسا هينيمان                              |
| 14 نوفمبر | هلسنكي، فنلندا ملعب صلب (داخلي) W25 قرعة المباريات الفردية والزوجية                                             | كاترينا جوكيك تايلور نغ 3–6، 6–2، [10–7]                               | آنا كلاسن إليسا فانلانغيندونك                      | كاتارزينا كاوا إيلينا مالوغينا          | دليلا ياكوبوفيتش مالين هيلغو جوليا ستوسيك كايسا هينيمان                              |
| 14 نوفمبر | سانت إتيان، فرنسا ملعب صلب (indoor) W25 قرعة المباريات الفردية والزوجية                                         | أودري ألبي 6–4، 3–0 انسحاب                                             | إيميلين دارترون                                    | ليزلي كركهوف كوني بيرين                 | إيدن سيلفا · تيس سوجنو · يانا فيت · إيكاترينا كازيونوفا                              |
| 14 نوفمبر | سانت إتيان، فرنسا ملعب صلب (indoor) W25 قرعة المباريات الفردية والزوجية                                         | كوني بيرين إيدن سيلفا 6–4، 4–6، [10–6]                                 | إيكاترينا كازيونوفا · إيكاترينا ماكاروفا           | ليزلي كركهوف كوني بيرين                 | إيدن سيلفا · تيس سوجنو · يانا فيت · إيكاترينا كازيونوفا                              |
| 14 نوفمبر | هيراكليون، اليونان ملعب ترابي W25 قرعة المباريات الفردية والزوجية                                               | لينا جورشيسكا 6–3، 6–4                                                 | ميريام بولغارو                                     | كاثرينا هوبغارسكي جوليا تيرزيسكا        | ديا هردجلاش بيا لوفتريك ميخائيلا لاكي أرينا فاسيليسو                                 |
| 14 نوفمبر | هيراكليون، اليونان ملعب ترابي W25 قرعة المباريات الفردية والزوجية                                               | أوانا جافريلا ليا كارانتشيفا 6–4، 6–4                                  | لينا جورشيسكا ديا هردجلاش                          | كاثرينا هوبغارسكي جوليا تيرزيسكا        | ديا هردجلاش بيا لوفتريك ميخائيلا لاكي أرينا فاسيليسو                                 |
| 14 نوفمبر | فونشال، البرتغال ملعب صلب W25 قرعة المباريات الفردية والزوجية                                                   | إيمينا بيكتاس 2–6، 6–3، 6–2                                            | آشلي لاهي                                          | لينا باباداكيس أليس روب                 | كو يون-وو ستيفاني فيشر إيفا غيريرو ألفاريز ماتيلدي خورخي                             |
| 14 نوفمبر | فونشال، البرتغال ملعب صلب W25 قرعة المباريات الفردية والزوجية                                                   | فرانسيسكا خورخي ماتيلدي خورخي 5–7، 7–5، [10–7]                         | جويل ستوير ستيفاني فيشر                            | لينا باباداكيس أليس روب                 | كو يون-وو ستيفاني فيشر إيفا غيريرو ألفاريز ماتيلدي خورخي                             |
| 14 نوفمبر | سولارينو، إيطاليا Carpet W15 قرعة المباريات الفردية والزوجية                                                    | بياتريس ريتشي 7–5، 6–0                                                 | دينيس فالنتي                                       | أناستاسيا أباجناتو إيفانا شبيستوفا      | فيديريكا بيلاردو فيرجينيا فيرارا جوليا كريشينزي جورجيا بيدوني                        |
| 14 نوفمبر | سولارينو، إيطاليا Carpet W15 قرعة المباريات الفردية والزوجية                                                    | سميرة دي ستيفانو كاميلا جينارو 7–5، 4–6، [10–8]                        | نيكول جاديانت إيفانا شبيستوفا                      | أناستاسيا أباجناتو إيفانا شبيستوفا      | فيديريكا بيلاردو فيرجينيا فيرارا جوليا كريشينزي جورجيا بيدوني                        |
| 14 نوفمبر | نيروبي، كينيا ملعب ترابي W15 قرعة المباريات الفردية والزوجية                                                    | إميلي سيبولد 6–3، 6–2                                                  | أنجيلا أوكوتوي                                     | سباستياني ليون كارولين روميو            | ألكسندرا يورداتشي شارمادا بالو إيما توثوفا سيلين سيمونيو                             |
| 14 نوفمبر | نيروبي، كينيا ملعب ترابي W15 قرعة المباريات الفردية والزوجية                                                    | سرافيا شيفاني تشيلاكالبودي سيلين سيمونيو 6–4، 7–6(7–3)                 | سباستياني ليون ديفاين داسام نوكي                   | سباستياني ليون كارولين روميو            | ألكسندرا يورداتشي شارمادا بالو إيما توثوفا سيلين سيمونيو                             |
| 14 نوفمبر | ليما، بيرو ملعب ترابي W15 قرعة المباريات الفردية والزوجية                                                       | صوفيا سوينغ 7–6(7–3)، 6–1                                              | ماريا فرناندا هيرازو                               | رومينا كونو واكانا سونوب                | يولينا مونروي أناستاسيا إياماشكين غابرييلا ريفيرا أليكسيا هارمون                     |
| 14 نوفمبر | ليما، بيرو ملعب ترابي W15 قرعة المباريات الفردية والزوجية                                                       | رومينا كونو ماريا فرناندا هيرازو 6–1، 6–3                              | ليزلي إسبينوزا غامارا أناستاسيا إياماشكين          | رومينا كونو واكانا سونوب                | يولينا مونروي أناستاسيا إياماشكين غابرييلا ريفيرا أليكسيا هارمون                     |
| 14 نوفمبر | نوليس، إسبانيا ملعب ترابي W15 قرعة المباريات الفردية والزوجية                                                   | ألينا شارايفا · 6–4، 6–3                                               | نولي بووزو زانوتي                                  | إيرينا لافينو ميهاييلا جاكوفيتش         | سارة تاتو إينيس مورتا مي تيانمي أليساندرا مازولا                                     |
| 14 نوفمبر | نوليس، إسبانيا ملعب ترابي W15 قرعة المباريات الفردية والزوجية                                                   | جيمار جيرالدين جيرالد غونزاليس أنطونيا ساموديو 7–5، 2–6، [8–6] انسحاب. | لورا بوهانر ميهاييلا جاكوفيتش                      | إيرينا لافينو ميهاييلا جاكوفيتش         | سارة تاتو إينيس مورتا مي تيانمي أليساندرا مازولا                                     |
| 14 نوفمبر | المنستير، تونس ملعب صلب W15 قرعة المباريات الفردية والزوجية                                                     | هان فاندي وينكل 6–2، 6–1                                               | أناستازيا جوريفا                                   | تساو شيا-يي تيانا سريتينوفيتش           | جيوليانا بيستيتي كارولينا كول ناتسومي كاواجوكي سلينا دال                             |
| 14 نوفمبر | المنستير، تونس ملعب صلب W15 قرعة المباريات الفردية والزوجية                                                     | تساو شيا-يي وو فانغ-هسين 6–0، 7–5                                      | كاميللا بارتوني بويانا مارينكوفيتش                 | تساو شيا-يي تيانا سريتينوفيتش           | جيوليانا بيستيتي كارولينا كول ناتسومي كاواجوكي سلينا دال                             |
| 14 نوفمبر | أنطاليا، تركيا ملعب ترابي W15 قرعة المباريات الفردية والزوجية                                                   | تمارا تشروفيتش 6–3، 2–6، 6–4                                           | أميلي فان إمبيه                                    | ألكسندرا شوبلاديزي · جيورجيا بينتو      | داريا لوديغوفا · إيما لين · ليندا شيفشيكوفا · زيفا فالكينر                           |
| 14 نوفمبر | أنطاليا، تركيا ملعب ترابي W15 قرعة المباريات الفردية والزوجية                                                   | لي يو-يون كوهارو نييمي 6–1، 6–2                                        | مايوكا أيكاوا أميلي فان إمبيه                      | ألكسندرا شوبلاديزي · جيورجيا بينتو      | داريا لوديغوفا · إيما لين · ليندا شيفشيكوفا · زيفا فالكينر                           |
| 14 نوفمبر | واكو، الولايات المتحدة ملعب صلب W15 قرعة المباريات الفردية والزوجية                                             | مارتينا أوكالوفا 6–3، 6–2                                              | فيكتوريا هو                                        | ماريا كوزيريفا · ليكسينغتون ريد         | فيرونيكا ميروشنيتشينكو · تيان فانغران · ألينا شيربينا · أسبن شومان                   |
| 14 نوفمبر | واكو، الولايات المتحدة ملعب صلب W15 قرعة المباريات الفردية والزوجية                                             | أليسيا هيريرو لينانا · ماريا كونونوفا · 4–6، 6–3، [10–7]               | ميلاني كريووج فاندا فارجوفا                        | ماريا كوزيريفا · ليكسينغتون ريد         | فيرونيكا ميروشنيتشينكو · تيان فانغران · ألينا شيربينا · أسبن شومان                   |
| 21 نوفمبر | اوبن سيوداد دي بلنسية بلنسية، اسبانيا ملعب ترابي W80+H مباريات فردية – زوجية                                    | مارينا باسولس ريبيرا 6–4، 6–0                                          | يلينا إن-ألبون                                     | تمارا كورباتش أليسيا باركس              | جيسيكا بوزاس مانييرو لايري روميرو غورماز أوسيان دودان فيرونيكا إرجافيك               |
| 21 نوفمبر | اوبن سيوداد دي بلنسية بلنسية، اسبانيا ملعب ترابي W80+H مباريات فردية – زوجية                                    | كريستينا بوكشا يلينا إن-ألبون 6–3، 6–2                                 | إيرينا خروماتشيفا · إيرينا شيمانوفيتش              | تمارا كورباتش أليسيا باركس              | جيسيكا بوزاس مانييرو لايري روميرو غورماز أوسيان دودان فيرونيكا إرجافيك               |
| 21 نوفمبر | ترارالغون الدولية ترارالغون، أستراليا ملعب صلب W25 قرعة المباريات الفردية والزوجية                              | ديستاني أيافا 6–3، 6–7(4–7)، 6–4                                       | ليزيت كابريرا                                      | أنكيتا راينا جايمي فورليس               | بريسلا هون ماديسون إنغليس بيترا هولي بريزكا مادلين نوغروهو                           |
| 21 نوفمبر | ترارالغون الدولية ترارالغون، أستراليا ملعب صلب W25 قرعة المباريات الفردية والزوجية                              | ديستاني أيافا كاثرين ويستبيري 6–1، 4–6، [10–5]                         | بريزكا مادلين نوغروهو أنكيتا راينا                 | أنكيتا راينا جايمي فورليس               | بريسلا هون ماديسون إنغليس بيترا هولي بريزكا مادلين نوغروهو                           |
| 21 نوفمبر | هيراكليون، اليونان ملعب ترابي W25 قرعة المباريات الفردية والزوجية                                               | إيكاترينا ماكاروفا · 6–4، 5–7، 7–5                                     | لينا جورشيسكا                                      | داريا سيمينستيخا ميريام بولغارو         | مارتينا كولمينا ميساكي ماتسودا مارثا ماتولا صوفيا روكيتي                             |
| 21 نوفمبر | هيراكليون، اليونان ملعب ترابي W25 قرعة المباريات الفردية والزوجية                                               | أوانا جافريلا · إيكاترينا ماكاروفا · 6–1، 6–3                          | دينيسلافا غلشكوفا أنستاسيا سوبوليفا                | داريا سيمينستيخا ميريام بولغارو         | مارتينا كولمينا ميساكي ماتسودا مارثا ماتولا صوفيا روكيتي                             |
| 21 نوفمبر | إنترنازيونالي تينيس فال غاردينا سودتيرول أورتيزي، إيطاليا ملعب صلب (indoor) W25 قرعة المباريات الفردية والزوجية | آنا كونجوه 3–6، 7–5، 7–6(7–2)                                          | فيكتوريا كوزموفا                                   | ليانغ إن-شوو كاتارزينا كاوا             | إيكاترينا كازيونوڤا · إيكاترينا أوفشارينكو · ديانا مارسنكفيتشا · إيفا غيريرو ألفاريز |
| 21 نوفمبر | إنترنازيونالي تينيس فال غاردينا سودتيرول أورتيزي، إيطاليا ملعب صلب (indoor) W25 قرعة المباريات الفردية والزوجية | إيكاترينا أوفشارينكو · سافو ساكيلاريدي · 6–2، 6–4                      | ماريا فرناندا نافارو تايلور نغ                     | ليانغ إن-شوو كاتارزينا كاوا             | إيكاترينا كازيونوڤا · إيكاترينا أوفشارينكو · ديانا مارسنكفيتشا · إيفا غيريرو ألفاريز |
| 21 نوفمبر | بيتانج، لوكسمبورغ ملعب صلب (indoor) W25 قرعة المباريات الفردية والزوجية                                         | منى بارثل 7–6(7–2)، 6–2                                                | داريا سنيغور                                       | سيلين ناف ماجالي كيمبن                  | ليندا نوسكوفا يانينا ويكماير صوفيا كوستولاس نوما نوه أكوڭي                           |
| 21 نوفمبر | بيتانج، لوكسمبورغ ملعب صلب (indoor) W25 قرعة المباريات الفردية والزوجية                                         | ماجالي كيمبن زينيا كنول 6–0، 6–4                                       | بيبيان ويجيرس روزالي فان دير هوك                   | سيلين ناف ماجالي كيمبن                  | ليندا نوسكوفا يانينا ويكماير صوفيا كوستولاس نوما نوه أكوڭي                           |
| 21 نوفمبر | مار دل بلاتا، الأرجنتين ملعب ترابي W15 قرعة المباريات الفردية والزوجية                                          | لويزا ماير أوف دير هايد 7–6(9–7)، 6–2                                  | بيرتا بوناردي                                      | أنستاسيا ياماتشكين لورديس أيالا         | كيارا دي جينوفا سول لارايا جويدي آنا كانديتو لويسينا جيوفانيني                       |
| 21 نوفمبر | مار دل بلاتا، الأرجنتين ملعب ترابي W15 قرعة المباريات الفردية والزوجية                                          | آنا كانديتو أنستاسيا ياماتشكين 6–3، 6–3                                | لوسيانا بلاتر خوسيفينا إستيڤيز                     | أنستاسيا ياماتشكين لورديس أيالا         | كيارا دي جينوفا سول لارايا جويدي آنا كانديتو لويسينا جيوفانيني                       |
| 21 نوفمبر | سانتو دومينغو، جمهورية الدومينيكان ملعب صلب W15 قرعة المباريات الفردية والزوجية                                 | أميليا راييكي 6–3، 6–1                                                 | فيكتوريا هو                                        | بيانكا فيرنانديز لورين بروكتور          | جيسيكا هينوجوسا غوميز لوسي بيتروزلوفا كارولين فيرنيه روكساندرا شيش                   |
| 21 نوفمبر | سانتو دومينغو، جمهورية الدومينيكان ملعب صلب W15 قرعة المباريات الفردية والزوجية                                 | نيل ميلر أميليا راجيكي 7–5، 6–1                                        | بريتاني كولينز لويز كوانج                          | بيانكا فيرنانديز لورين بروكتور          | جيسيكا هينوجوسا غوميز لوسي بيتروزلوفا كارولين فيرنيه روكساندرا شيش                   |
| 21 نوفمبر | شرم الشيخ، مصر ملعب صلب W15 قرعة المباريات الفردية والزوجية                                                     | أليونا فالي · 6–1، 7–5                                                 | مانانشايا سوانجكايو                                | وو هو-تشينج شو يي-تسين                  | أنستاسيا أباليخينا · إميلي فيلكر · أليسا كوميل · أيلا أكسو                           |
| 21 نوفمبر | شرم الشيخ، مصر ملعب صلب W15 قرعة المباريات الفردية والزوجية                                                     | شو يي-شوان شو يي-تسين 6–3، 3–6، [10–5]                                 | أليونا فالي · أغلايا فيدوروفا                      | وو هو-تشينج شو يي-تسين                  | أنستاسيا أباليخينا · إميلي فيلكر · أليسا كوميل · أيلا أكسو                           |
| 21 نوفمبر | نيروبي، كينيا ملعب ترابي W15 قرعة المباريات الفردية والزوجية                                                    | كارولين روميو 6–2، 6–7(2–7)، 6–3                                       | ألكساندرا يورداتشي                                 | سيفيل يوداشيفا إيما توتوفا              | إميلي سايبولد · سباستياني ليون · سيلين سيمونيو · فاليري جينينا                       |
| 21 نوفمبر | نيروبي، كينيا ملعب ترابي W15 قرعة المباريات الفردية والزوجية                                                    | سمريتي بهاسين أنجيلا أوكوتوي 6–3، 7–5                                  | شارمادا بالو سباستياني ليون                        | سيفيل يوداشيفا إيما توتوفا              | إميلي سايبولد · سباستياني ليون · سيلين سيمونيو · فاليري جينينا                       |
| 21 نوفمبر | لوسادا، البرتغال ملعب صلب (indoor) W15 قرعة المباريات الفردية والزوجية                                          | كاجسا رينالدو بيرسون 7–5، 6–2                                          | سيلينا سيرفينو رويز                                | كلارا فلاسيلير جوليتا سانير             | أوسياني بابل لي بي-تشي إيفيتا دابكوتي تيس سوغنيو                                     |
| 21 نوفمبر | لوسادا، البرتغال ملعب صلب (indoor) W15 قرعة المباريات الفردية والزوجية                                          | أوسياني بابل ليوني كونغ 7–6(7–3)، 5–7، [10–2]                          | سيلينا سيرفينو رويز تيس سوغنيو                     | كلارا فلاسيلير جوليتا سانير             | أوسياني بابل لي بي-تشي إيفيتا دابكوتي تيس سوغنيو                                     |
| 21 نوفمبر | المنستير، تونس ملعب صلب W15 قرعة المباريات الفردية والزوجية                                                     | هان فان دي وينكل 6–2، 7–5                                              | تساؤ تشيا-يي                                       | ويرونيكا إيوالد · أناستاسيا غوريفا      | إليسا فانلانغيندونك تيانا سريتينوفيتش كارولا بيجينارو داشا إيفانوفا                  |
| 21 نوفمبر | المنستير، تونس ملعب صلب W15 قرعة المباريات الفردية والزوجية                                                     | تساؤ تشيا-يي وو فانع-هسين 6–3، 6–4                                     | أناستاسيا غوريفا · فلادا مينشيفا                   | ويرونيكا إيوالد · أناستاسيا غوريفا      | إليسا فانلانغيندونك تيانا سريتينوفيتش كارولا بيجينارو داشا إيفانوفا                  |
| 21 نوفمبر | أنطاليا، تركيا ملعب ترابي W15 قرعة المباريات الفردية والزوجية                                                   | كسينيا لاسكوتوفا · 4–6، 6–1، 6–1                                       | إيما لينيه                                         | ديانا ديميدوفا · أميلي فان إيمب         | إيلاي يوروك أناستاسيا سافتا سابينا داداتشيو فاطمة إدريزوفيتش                         |
| 21 نوفمبر | أنطاليا، تركيا ملعب ترابي W15 قرعة المباريات الفردية والزوجية                                                   | لي يو-يون أميلي فان إيمب 6–2، 5–7، [10–3]                              | داريا لوديكوفا · ميليس أيضا أويار                  | ديانا ديميدوفا · أميلي فان إيمب         | إيلاي يوروك أناستاسيا سافتا سابينا داداتشيو فاطمة إدريزوفيتش                         |
| 28 نوفمبر | أبرتو دا ريبوبليكا ريو دي جانيرو، البرازيل ملعب ترابي W60 Singles – Doubles                                     | إيرينا شيمانوفيتش · 6–2، 5–7، 6–4                                      | إيرينا خروماتشيفا                                  | أمينا أنشبا · لورا بيجوسي               | ريكا لوكا جاني هيلي بابتيست إيفون كافالي ريميرس ويتني أوسويجوي                       |
| 28 نوفمبر | أبرتو دا ريبوبليكا ريو دي جانيرو، البرازيل ملعب ترابي W60 Singles – Doubles                                     | إنغريد جامارا مارتينس فرانسيسكا خورخي 6–4، 6–3                         | آنا روجرز كريستينا روسكا                           | أمينا أنشبا · لورا بيجوسي               | ريكا لوكا جاني هيلي بابتيست إيفون كافالي ريميرس ويتني أوسويجوي                       |
| 28 نوفمبر | سلفا، إيطاليا ملعب صلب (داخلي) W25 قرعة المباريات الفردية والزوجية                                              | كلارا تاوسون 6–3، 7–5                                                  | إيمينا بيكتاس                                      | كاتارزينا كاوا تايلور نج                | داريا لوباتيتسكا جوانا جارلاند جانا فيت لورا مير                                     |
| 28 نوفمبر | سلفا، إيطاليا ملعب صلب (داخلي) W25 قرعة المباريات الفردية والزوجية                                              | كاترينا جوكيش تايلور نج 6–3، 6–2                                       | زينيا كنول أنجيليكا موراتيلي                       | كاتارزينا كاوا تايلور نج                | داريا لوباتيتسكا جوانا جارلاند جانا فيت لورا مير                                     |
| 28 نوفمبر | بوينس آيرس، الأرجنتين ملعب ترابي W15 قرعة المباريات الفردية والزوجية                                            | لويزا ماير أوف دير هايد 6–3، 7–5                                       | لورديس أيالا                                       | جورجيا جولين سيرينا بيريرا جوباني       | إيلاريا سبوسيتي جوزفينا زيندر سول لارايا غويدي ماريا فيكتوريا مارشيسيني              |
| 28 نوفمبر | بوينس آيرس، الأرجنتين ملعب ترابي W15 قرعة المباريات الفردية والزوجية                                            | فيرناندا أستيتي أنستازيا إياماتشكين 7–5، 6–4                           | ماريان غوميز بيثويلا كانو ماريا فيكتوريا مارشيسيني | جورجيا جولين سيرينا بيريرا جوباني       | إيلاريا سبوسيتي جوزفينا زيندر سول لارايا غويدي ماريا فيكتوريا مارشيسيني              |
| 28 نوفمبر | أوبر بولندورف، النمسا ملعب صلب (indoor) W15 قرعة المباريات الفردية والزوجية                                     | لوتشيا شيريتش باغاريتش 6–4، 6–2                                        | دينيسا هندوفا                                      | إزتر ميري · فيكتوريا كان                | تامارا كوستيك زيل ديزاي بويانا كلينكوف جيفا فالكينر                                  |
| 28 نوفمبر | أوبر بولندورف، النمسا ملعب صلب (indoor) W15 قرعة المباريات الفردية والزوجية                                     | بولينا لايكينا · صوفيا ناغورنايا · 6–4، 7–6 (11–9)                     | فيرونيكا بوكور لورا رداكوفيتش                      | إزتر ميري · فيكتوريا كان                | تامارا كوستيك زيل ديزاي بويانا كلينكوف جيفا فالكينر                                  |
| 28 نوفمبر | سانتو دومينغو، جمهورية الدومينيكان ملعب صلب W15 قرعة المباريات الفردية والزوجية                                 | جينا ديفالكو 6–2، 6–0                                                  | كارولين أنصاري                                     | بيانكا فيرنانديز تيفاني ويليام          | كارولين فيرنت فيكتوريا هو تارا مالك جيسيكا هينوجوسا غوميز                            |
| 28 نوفمبر | سانتو دومينغو، جمهورية الدومينيكان ملعب صلب W15 قرعة المباريات الفردية والزوجية                                 | لوسي بيتروزيلوفا روكساندرا شيخ 6–2، 3–6، [12–10]                       | ميشا كيندل-ووسلي تيفاني ويليام                     | بيانكا فيرنانديز تيفاني ويليام          | كارولين فيرنت فيكتوريا هو تارا مالك جيسيكا هينوجوسا غوميز                            |
| 28 نوفمبر | شرم الشيخ، مصر ملعب صلب W15 قرعة المباريات الفردية والزوجية                                                     | ناهيا بيروكويا 6–2، 6–3                                                | أيلا أكسو                                          | كاتارينا كوزموفا · كارين ساركيسوفا      | تشو إي-هسوان · إيكاترينا شاليموفا · آهن يو-جين · جوليا كاربونارو                     |
| 28 نوفمبر | شرم الشيخ، مصر ملعب صلب W15 قرعة المباريات الفردية والزوجية                                                     | تشو إي-هسوان تشو يو-تسن انسحاب                                         | أغلايا فيدوروفا · إليزافيتا ماسنايا                | كاتارينا كوزموفا · كارين ساركيسوفا      | تشو إي-هسوان · إيكاترينا شاليموفا · آهن يو-جين · جوليا كاربونارو                     |
| 28 نوفمبر | لوسادا، البرتغال ملعب صلب (داخلي) W15 قرعة المباريات الفردية والزوجية                                           | تيس سوجنوس 6–1، 6–2                                                    | فالنتينا ريسر                                      | كلارا فليسلاير سارة إيلييف              | أوشان بابل يليزافيتا كوتليار جوليتا سانر تيلدا سترومكويست                            |
| 28 نوفمبر | لوسادا، البرتغال ملعب صلب (داخلي) W15 قرعة المباريات الفردية والزوجية                                           | إيفيتا دابكوتي جوليتا سانر 6–3، 4–6، [10–7]                            | لي بي-تشي ماريا فيتوريا فيفياني                    | كلارا فليسلاير سارة إيلييف              | أوشان بابل يليزافيتا كوتليار جوليتا سانر تيلدا سترومكويست                            |
| 28 نوفمبر | فالنسيا، إسبانيا ملعب ترابي W15 قرعة المباريات الفردية والزوجية                                                 | ألبا ري غارسيا 6–2، 6–0                                                | كلوديا هوستي فيرير                                 | جوديث بيريو سافيدرا أريانا جيرلينجز     | مارتينا سبيجاريلي نوليا بوزو زانوتي غلوريا شيشي لوسيا كورتيز لوركا                   |
| 28 نوفمبر | فالنسيا، إسبانيا ملعب ترابي W15 قرعة المباريات الفردية والزوجية                                                 | داريا سيمينستايا مارين سزوتاك انسحاب                                   | لوسيا كورتيز لوركا كلوديا هوستي فيرير              | جوديث بيريو سافيدرا أريانا جيرلينجز     | مارتينا سبيجاريلي نوليا بوزو زانوتي غلوريا شيشي لوسيا كورتيز لوركا                   |
| 28 نوفمبر | المنستير، تونس ملعب صلب W15 قرعة المباريات الفردية والزوجية                                                     | كارولين روميو 6–2، 6–1                                                 | كارولا بيجينارو                                    | ميلانا جابرايلوفا · نادين كيلر          | مايا رادينكوفيتش باي تشوشوان لي زونغيو إليسا فانلانغندونك                            |
| 28 نوفمبر | المنستير، تونس ملعب صلب W15 قرعة المباريات الفردية والزوجية                                                     | تسو تشيا-يي وو فانغ-هسين 6–4، 6–3                                      | أوانا جافرلا إيميلي لينده                          | ميلانا جابرايلوفا · نادين كيلر          | مايا رادينكوفيتش باي تشوشوان لي زونغيو إليسا فانلانغندونك                            |
| 28 نوفمبر | أنطاليا، تركيا ملعب ترابي W15 قرعة المباريات الفردية والزوجية                                                   | مايوكا أيكاوا 1–6، 0–6                                                 | أنكـا تودوني                                       | أندريا أوبـرادوفيتش صوفيا شاباتافا      | باشاك إرايدن · فاليريا أوليانوفسكايا · أنستازيا سافتـا · آنا أوركي                   |
| 28 نوفمبر | أنطاليا، تركيا ملعب ترابي W15 قرعة المباريات الفردية والزوجية                                                   | لي يو يون · آنا زيريانوڤا · 6–3، 4–6، [7–10]                           | كسينيا لاسكوتـوڤا · ألكسندرا بوسبيلوفا             | أندريا أوبـرادوفيتش صوفيا شاباتافا      | باشاك إرايدن · فاليريا أوليانوفسكايا · أنستازيا سافتـا · آنا أوركي                   |

### ديسمبر
| الأسبوع   | البطولة                                                                                       | الفائزات                                                                 | الوصيفات                                                                 | المتأهلات لنصف النهائي                  | المتأهلات لربع النهائي                                                                   |
| --------- | --------------------------------------------------------------------------------------------- | ------------------------------------------------------------------------ | ------------------------------------------------------------------------ | --------------------------------------- | ---------------------------------------------------------------------------------------- |
| ديسمبر 5  | Al Habtoor Tennis Challenge دبي، الإمارات العربية المتحدة ملعب صلب W100+H Singles – Doubles   | إلسا جاكيموت 7–5، 6–2                                                    | ماجدالينا فريتش                                                          | كارول مونيت فيكتوريا كوزموفا            | ديانا شنايدر · ريبيكا سرامكوفا · أناستاسيا زاخاروفا · كريستينا ملادينوفيتش               |
| ديسمبر 5  | Al Habtoor Tennis Challenge دبي، الإمارات العربية المتحدة ملعب صلب W100+H Singles – Doubles   | تيميا بابوش كريستينا ملادينوفيتش 6–1، 6–3                                | ماجدالينا فريتش كاترينا بوندارينكو                                       | كارول مونيت فيكتوريا كوزموفا            | ديانا شنايدر · ريبيكا سرامكوفا · أناستاسيا زاخاروفا · كريستينا ملادينوفيتش               |
| ديسمبر 5  | المنستير، تونس ملعب صلب W25 قرعة المباريات الفردية والزوجية                                   | تشالا بويوكاكاتشاي 7–5، 0–6، 6–2                                         | ليا بوشكوفيتش                                                            | باي زووكسوان لي زونغيو                  | كاتارينا هوبرغارسكي · إيكاترينا ماكاروفا · إيفا غيريرو ألفاريز · فاليريا سافينيخ         |
| ديسمبر 5  | المنستير، تونس ملعب صلب W25 قرعة المباريات الفردية والزوجية                                   | أوانا غافريلا سافو ساكيلاريدي 6–1، 6–1                                   | ديليتا تشيروبيني أولغا هيلمي                                             | باي زووكسوان لي زونغيو                  | كاتارينا هوبرغارسكي · إيكاترينا ماكاروفا · إيفا غيريرو ألفاريز · فاليريا سافينيخ         |
| ديسمبر 5  | أوبر بوليندورف، النمسا ملعب صلب (indoor) W15 قرعة المباريات الفردية والزوجية                  | لوشيا سيريك بݠريك 6–3، 6–0                                               | فيكتوريا كان                                                             | أنيتا كوتشموفا فالينتينا رايسر          | دينيسا هيندوفا · فيفيان وولف · كسينيا لاسكوتوفا · ميا كوبرس                              |
| ديسمبر 5  | أوبر بوليندورف، النمسا ملعب صلب (indoor) W15 قرعة المباريات الفردية والزوجية                  | ميا كوبرس · كسينيا لاسكوتوفا · 7–5، 7–5                                  | أرابيلا كولر مافي أوسترايخر                                              | أنيتا كوتشموفا فالينتينا رايسر          | دينيسا هيندوفا · فيفيان وولف · كسينيا لاسكوتوفا · ميا كوبرس                              |
| ديسمبر 5  | شرم الشيخ، مصر ملعب صلب W15 قرعة المباريات الفردية والزوجية                                   | كاتي دان 6–2، 6–2                                                        | لميس الحسين عبد العزيز                                                   | ناهيا بيركوسييا بريانا سابو             | كاميلا روميرو · لارا بفيفر · كيرا بافلوفا · جاسمين كونواي                                |
| ديسمبر 5  | شرم الشيخ، مصر ملعب صلب W15 قرعة المباريات الفردية والزوجية                                   | تشو لي هسون تشو يي تسين 6–1، 6–0                                         | جانيل راستيموفا أروجان سجانديكوفا                                        | ناهيا بيركوسييا بريانا سابو             | كاميلا روميرو · لارا بفيفر · كيرا بافلوفا · جاسمين كونواي                                |
| ديسمبر 5  | فالنسيا، إسبانيا ملعب ترابي W15 قرعة المباريات الفردية والزوجية                               | تينتسوا سارة راكوتومانجا راجوناه 6–3، 4–6، 6–3                           | ألبا ري جارسيا                                                           | مارتا سوريانو سانتياغو داريا شلامانوفا  | لوسيا مارزال مارتينيز لايا بيتريتيك جيمار جيرالدين جيرالد غونزاليس جوديث بيريو ساافييدرا |
| ديسمبر 5  | فالنسيا، إسبانيا ملعب ترابي W15 قرعة المباريات الفردية والزوجية                               | كانديلا أباريسي لوسيا مارزال مارتينيز 7–5، 6–0                           | جيمار جيرالدين جيرالد غونزاليس أنطونيا ساموديو                           | مارتا سوريانو سانتياغو داريا شلامانوفا  | لوسيا مارزال مارتينيز لايا بيتريتيك جيمار جيرالدين جيرالد غونزاليس جوديث بيريو ساافييدرا |
| ديسمبر 5  | أنطاليا، تركيا ملعب ترابي W15 قرعة المباريات الفردية والزوجية                                 | داريا لوديكوفا ضد. ناتاليا سينيك · 6–4، 2–0 توقف بسبب سوء الأحوال الجوية | داريا لوديكوفا ضد. ناتاليا سينيك · 6–4، 2–0 توقف بسبب سوء الأحوال الجوية | إيلاي يوروك كاميلا زانوليني             | أندريا أوبرادوفيتش · آنا يوركي · يانا كاربوفيتش · فاليريا أوليانوفيسكايا                 |
| ديسمبر 5  | أنطاليا، تركيا ملعب ترابي W15 قرعة المباريات الفردية والزوجية                                 | ماريانا درازيتش أماريسا كييرا توث 1–6، 7–5، [10–4]                       | إليني كريستوفي · آنا يوركي                                               | إيلاي يوروك كاميلا زانوليني             | أندريا أوبرادوفيتش · آنا يوركي · يانا كاربوفيتش · فاليريا أوليانوفيسكايا                 |
| 12 ديسمبر | سولابور، الهند ملعب صلب W25 قرعة المباريات الفردية والزوجية                                   | بريزكا ماديلين نوغروهو 6–4، 6–2                                          | أنستاسيا كوليكوفا                                                        | أنكيتا راينا · داريا كوداشوفا           | إيكاترينا ياشينا · مانانشايا ساوانكغاو · كاترينا كوزاروف · شريفالي بهاميديباتي           |
| 12 ديسمبر | سولابور، الهند ملعب صلب W25 قرعة المباريات الفردية والزوجية                                   | أنكيتا راينا بارثانا تومبار 6–1، 6–2                                     | إيكاترينا ياشينا · بريزكا ماديلين نوغروهو                                | أنكيتا راينا · داريا كوداشوفا           | إيكاترينا ياشينا · مانانشايا ساوانكغاو · كاترينا كوزاروف · شريفالي بهاميديباتي           |
| 12 ديسمبر | المنستير، تونس ملعب صلب W25 قرعة المباريات الفردية والزوجية                                   | سيلفيا أمبروسيو 4–6، 6–0، 7–5                                            | أليس روب                                                                 | أديتيا كارونارتني ألكسندرا فيتش         | ميكايلا لاكي · ناتسومي كاواجوتشي · ديليتا تشيروبيني · ميرا أندريفا                       |
| 12 ديسمبر | المنستير، تونس ملعب صلب W25 قرعة المباريات الفردية والزوجية                                   | سافو ساكيلاريدي كيارا شول 6–3، 6–3                                       | إيميلي ليند إري شيمايزو                                                  | أديتيا كارونارتني ألكسندرا فيتش         | ميكايلا لاكي · ناتسومي كاواجوتشي · ديليتا تشيروبيني · ميرا أندريفا                       |
| 12 ديسمبر | شرم الشيخ، مصر ملعب صلب W15 قرعة المباريات الفردية والزوجية                                   | كاتي دان 6–3، 6–2                                                        | ناهيا بيروكوتشيا                                                         | ستيفاني فيسشر جاسمين كونواي             | ساندرا سمير فلادا اكشيبروفا كارا ميستر انستاسيا ابانياطو                                 |
| 12 ديسمبر | شرم الشيخ، مصر ملعب صلب W15 قرعة المباريات الفردية والزوجية                                   | ناهيا بيروكوتشيا فيكتوريا غوميز 7–6(7–5)، 6–4                            | كيرا بافلوفا · فانيسا بوبا تايوسانو                                      | ستيفاني فيسشر جاسمين كونواي             | ساندرا سمير فلادا اكشيبروفا كارا ميستر انستاسيا ابانياطو                                 |
| 12 ديسمبر | ويلينغتون، نيوزيلندا ملعب صلب W15 قرعة المباريات الفردية والزوجية                             | فيفيان يانغ 6–3، 6–3                                                     | جيد أوتواي                                                               | ميا ريباك كاثرين أوليا                  | زوزانا زلوخوفا أليسيا سميث دانييل بادمان كينا ديكروي                                     |
| 12 ديسمبر | ويلينغتون، نيوزيلندا ملعب صلب W15 قرعة المباريات الفردية والزوجية                             | مونيك أدامكزاك صوفي مكدونالد 4–6، 6–1، [10–6]                            | ميا ريباك أليسيا سميث                                                    | ميا ريباك كاثرين أوليا                  | زوزانا زلوخوفا أليسيا سميث دانييل بادمان كينا ديكروي                                     |
| 12 ديسمبر | أنطاليا، تركيا ملعب ترابي W15 قرعة المباريات الفردية والزوجية                                 | أناستاسيا سوبوليفا 6–4، 2–6، 6–3                                         | أماريسا كيارا توث                                                        | ناتاليا سينيك · داريا لوديكوفا          | إيلاي يوروك · ريكي دي كونيغ · أنا أورك · أنّا آكاشا سيوكا                                 |
| 12 ديسمبر | أنطاليا، تركيا ملعب ترابي W15 قرعة المباريات الفردية والزوجية                                 | يانا كاربوفينتش · داريا لوديكوفا · 7–5، 6–2                              | ماريانا درازيتش أماريسا كيارا توث                                        | ناتاليا سينيك · داريا لوديكوفا          | إيلاي يوروك · ريكي دي كونيغ · أنا أورك · أنّا آكاشا سيوكا                                 |
| 19 ديسمبر | بطولة شيمادزو لجميع اليابان للتنس الداخلي كيوتو، اليابان ملعب صلب (داخلي) W60 الفردي – الزوجي | ميو كاتو 6–4، 2–6، 6–2                                                   | يوريكو ميازاكي                                                           | كارول تشاو كيوكا أوكامورا               | ساكورا هوسوجي لوكسيكا كومخوم موموكو كوبوري ساتشيا فيكري                                  |
| 19 ديسمبر | بطولة شيمادزو لجميع اليابان للتنس الداخلي كيوتو، اليابان ملعب صلب (داخلي) W60 الفردي – الزوجي | ليانغ إن-شوو وو فانغ-هسين 2–6، 7–6(7–5)، [10–2]                          | موموكو كوبوري لوكسيكا كومخوم                                             | كارول تشاو كيوكا أوكامورا               | ساكورا هوسوجي لوكسيكا كومخوم موموكو كوبوري ساتشيا فيكري                                  |
| 19 ديسمبر | نافي مومباي، الهند ملعب صلب W25 قرعة المباريات الفردية والزوجية                               | فاليريا سافينيخ · 6–2، 7–6(7–4)                                          | بريسكا ماديلين نوغروهو                                                   | أنكيتا راينا أنستاسيا كوليكوفا          | داريا كوداشوفا · فايديهي تشودهاري · ديانا مارسنكفيتشا · إيفون كافالي ريميرز              |
| 19 ديسمبر | نافي مومباي، الهند ملعب صلب W25 قرعة المباريات الفردية والزوجية                               | بريسكا ماديلين نوغروهو · إيكاترينا ياشين · 6–3، 6–1                      | أنكيتا راينا برارتانا ثومباري                                            | أنكيتا راينا أنستاسيا كوليكوفا          | داريا كوداشوفا · فايديهي تشودهاري · ديانا مارسنكفيتشا · إيفون كافالي ريميرز              |
| 19 ديسمبر | تاورانجا، نيوزيلندا ملعب صلب W25 قرعة المباريات الفردية والزوجية                              | كاثرين سيبوف 6–0، 6–4                                                    | ميكايلا بايرلوفا                                                         | زوزانا زلوخوفا كاثرين أوليا             | إيرين روتليف أليشيا سميث آنا دانيلينا يوكا هوسوكي                                        |
| 19 ديسمبر | تاورانجا، نيوزيلندا ملعب صلب W25 قرعة المباريات الفردية والزوجية                              | بيج هوريجان إيرين روتليف 6–1، 6–0                                        | أشميثا إيسوارامورثي يوكا هوسوكي                                          | زوزانا زلوخوفا كاثرين أوليا             | إيرين روتليف أليشيا سميث آنا دانيلينا يوكا هوسوكي                                        |
| 19 ديسمبر | شرم الشيخ، مصر ملعب صلب W15 قرعة المباريات الفردية والزوجية                                   | ستيفاني فيشر 4–6، 6–4، 6–4                                               | ياسمين كونواي                                                            | لميس الحسين عبد العزيز · نينا ريديوكوفا | ساندرا سمير · أناستاسيا لوباتا · بولينا بافلوفا · أناستاسيا أباغناتو                     |
| 19 ديسمبر | شرم الشيخ، مصر ملعب صلب W15 قرعة المباريات الفردية والزوجية                                   | أناستاسيا أباغناتو ساندرا سمير انسحاب                                    | تيلويث دي جيرولامي ستيفاني فيشر                                          | لميس الحسين عبد العزيز · نينا ريديوكوفا | ساندرا سمير · أناستاسيا لوباتا · بولينا بافلوفا · أناستاسيا أباغناتو                     |
| 19 ديسمبر | المنستير، تونس ملعب صلب W15 قرعة المباريات الفردية والزوجية                                   | سافو ساكيلاريدي 6–2، 6–2                                                 | أريانا زوتشيني                                                           | لي زونغيو أكسانا مارين                  | كسينيا زايتسيفا · فيديريكا أورجيسي · هيلينا بوشفالد · إليسا أندريا كاميرانو              |
| 19 ديسمبر | المنستير، تونس ملعب صلب W15 قرعة المباريات الفردية والزوجية                                   | ماغداليني أدالوجلو سافو ساكيلاريدي 7–5، 6–4                              | شيراز بشري · ميلانا زبرائيلوفا                                           | لي زونغيو أكسانا مارين                  | كسينيا زايتسيفا · فيديريكا أورجيسي · هيلينا بوشفالد · إليسا أندريا كاميرانو              |
| 26 ديسمبر | قاليور، الهند ملعب صلب W15 قرعة المباريات الفردية والزوجية                                    | فايديه تشودهاري 5–7، 4–6                                                 | كسينيا لاسكوتوفا                                                         | حُمَيرة بهرموس ويرونيكا بازاك             | سرڤیا شيفاني تشيلاكالابودي جينيفر لويكهام أكانشا ديليب نيتوري شارمادا بالو               |
| 26 ديسمبر | قاليور، الهند ملعب صلب W15 قرعة المباريات الفردية والزوجية                                    | فايديه تشودهاري · كسينيا لاسكوتوفا · 1–6، 6–7(3–7)                       | سنيهال ماني هاين أوغاتا                                                  | حُمَيرة بهرموس ويرونيكا بازاك             | سرڤیا شيفاني تشيلاكالابودي جينيفر لويكهام أكانشا ديليب نيتوري شارمادا بالو               |
| 26 ديسمبر | المنستير، تونس ملعب صلب W15 قرعة المباريات الفردية والزوجية                                   | إليسا فانلانغندونك 1–6، 0–2 انسحاب.                                      | ملاك العلمي                                                              | مارغريتا ماركون كارولينا كول            | لارا شميت · تشي يوجياو · أليسا ريغير · ماريا كالياكينا                                   |
| 26 ديسمبر | المنستير، تونس ملعب صلب W15 قرعة المباريات الفردية والزوجية                                   | ماغداليني أدالوجلو ياروسلافا بارتاشيفيتش 7–6(5–7)، 2–6                   | بويانا مارينكوفيتش إليسا فانلانغندونك                                    | مارغريتا ماركون كارولينا كول            | لارا شميت · تشي يوجياو · أليسا ريغير · ماريا كالياكينا                                   |

## الروابط الخارجية
- "10،600 لاعبة، 1135 حدثًا: جولة الاتحاد الدولي لكرة المضرب العالمية للسيدات لعام 2023 بالأرقام". الاتحاد الدولي لكرة المضرب. اطلع عليه بتاريخ 2024-01-02.
- "أجندة جولة الاتحاد الدولي لكرة المضرب العالمية للسيدات". الاتحاد الدولي لكرة المضرب. اطلع عليه بتاريخ 2024-01-02.
- الاتحاد الدولي لكرة المضرب